# Michaił Wrubel
Michaił Aleksandrowicz Wrubel (ros. Михаил Александрович Врубель; ur. 5/17 marca 1856 w Omsku, zm. 1/14 kwietnia 1910 w Petersburgu) – rosyjski artysta przełomu XIX i XX wieku, działający w niemal wszystkich dziedzinach sztuk pięknych: malarstwie, grafice, rzemiośle artystycznym, rzeźbie oraz sztuce teatralnej.
Jego twórcza biografia bywa porównywana do dramatu w trzech aktach z prologiem i epilogiem, gdzie każdy nowy etap życia i kariery rozpoczynał się nagle i niespodziewanie. Prolog obejmował lata nauki i odkrywania artystycznego powołania. Pierwszy akt przypadał na lata osiemdziesiąte XIX wieku, gdy Wrubel studiował w Akademii Sztuk Pięknych w Petersburgu, a następnie przeniósł się do Kijowa, gdzie zgłębiał sztukę bizantyjską oraz malarstwo sakralne. Drugi akt, trwający od 1890 do 1902 roku, wiązał się z okresem moskiewskim – rozpoczętym powstaniem obrazu Demon siedzący, a zakończonym Demonem pokonanym i hospitalizacją artysty. Trzeci akt (1903–1906) to czas postępującej choroby psychicznej, która stopniowo odbierała mu siły fizyczne i intelektualne. Epilog obejmował ostatnie cztery lata życia Wrubla, gdy z powodu choroby utracił wzrok.
W ostatnich dwóch dekadach XIX wieku jego twórczość nie znajdowała uznania w Akademii Sztuk Pięknych, ani wśród krytyków sztuki. Jedynym stałym mecenasem Wrubla pozostawał Sawwa Mamontow, dzięki któremu artysta trafił do środowiska twórców i krytyków, którzy później utworzyli grupę związaną z czasopismem Mir iskusstwa. Jego dzieła regularnie pojawiały się na wystawach organizowanych przez to środowisko oraz na retrospektywach Siergieja Diagilewa. Na początku XX wieku malarstwo Wrubla stało się integralną częścią rosyjskiego modernizmu.
28 listopada 1905 roku, za swoje osiągnięcia artystyczne, Wrubel otrzymał tytuł akademika malarstwa. To prestiżowe wyróżnienie zbiegło się jednak z ostatecznym zakończeniem jego działalności twórczej.

## Wczesne lata (1856–1880)

### Pochodzenie

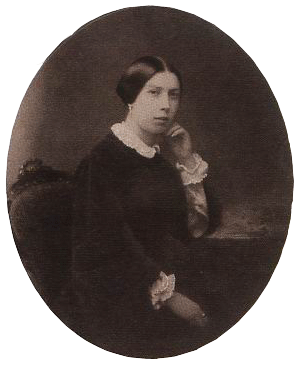
Anna Basargina-Wrubel (ok. 1859)

Wrubelowie należeli do rosyjskiego rodu szlacheckiego o polskich korzeniach – nazwisko wywodzi się od polskiego słowa „wróbel”. Pradziadek artysty, Anton Antonowicz, pochodził z Białegostoku, gdzie pełnił funkcję sędziego. Dziadek, Michaił Antonowicz (1799–1859), był zawodowym wojskowym i emerytowanym generałem dywizji. Dwukrotnie żonaty, miał trzech synów i cztery córki. W ostatniej dekadzie życia sprawował obowiązki atamana nakaźnego Astrachańskiego Wojska Kozackiego. Ojciec malarza, drugi syn atamana z pierwszego małżeństwa, Aleksandr Michajłowicz, ukończył korpus kadetów, służył w Tengińskim Pułku Piechoty i brał udział w wojnie kaukaskiej i krymskiej. Poślubił Annę, córkę admirała Gieorgija Basargina, znanego kartografa i ówczesnego gubernatora Astrachania, i jego żony Anny pochodzącej z duńskiego rodu von Krabbe. W 1855 roku w małżeństwie Wrubelów urodziła się starsza siostra artysty – Anna (1855–1928). Łącznie para doczekała się czworga dzieci.

### Dzieciństwo

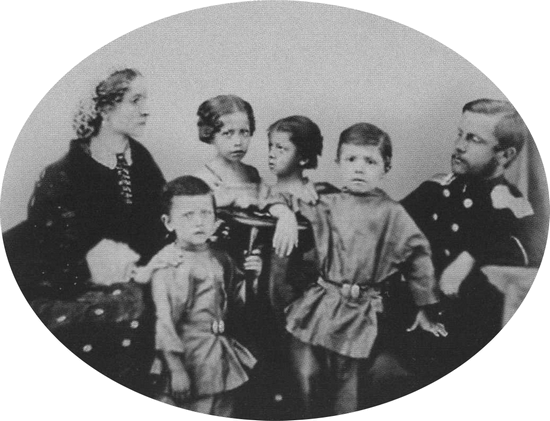
Rodzina Wrubelów (1863)

Przyszły artysta urodził się 17 marca 1856 roku w Omsku, gdzie jego ojciec pełnił służbę jako starszy adiutant sztabowy Samodzielnego Korpusu Syberyjskiego. Tam też na świat przyszło jego młodsze rodzeństwo – Jekatierina i Aleksandr, którzy jednak nie dożyli lat młodzieńczych. Częste porody oraz surowy klimat Omska przyczyniły się do przedwczesnej śmierci matki Wrubla, która w 1859 roku zmarła na gruźlicę. W późniejszych latach artysta wspominał, jak chora matka, leżąc w łóżku, wycinała dla dzieci z papieru małe ludziki, konie i fantastyczne figurki.
Wrubel był dzieckiem słabym i chorowitym – samodzielnie zaczął chodzić dopiero w wieku trzech lat. Jego dzieciństwo upłynęło pod znakiem częstych przeprowadzek, związanych ze służbą wojskową ojca. W 1859 roku wdowiec został przeniesiony do Astrachania, gdzie mógł liczyć na wsparcie krewnych. Rok później rodzina zamieszkała w Charkowie, gdzie mały Wrubel nauczył się czytać i zafascynował się ilustracjami, zwłaszcza tymi z czasopisma Żywopisnoje obozrienije stran swieta.
W 1863 roku ojciec artysty ożenił się ponownie – jego wybranką została petersburżanka Jelizawieta Wessel, która całkowicie poświęciła się wychowaniu jego dzieci. Pierwsze własne dziecko urodziła dopiero w 1867 roku. Dbała także o zdrowie chłopca – choć później artysta z ironią wspominał dietę z surowego mięsa i tranu, rygorystyczne zasady żywieniowe macochy przyczyniły się do poprawy jego kondycji. Rodzina Wesselów należała do inteligencji. Siostra macochy, Aleksandra, ukończyła Konserwatorium Petersburskie i wprowadziła przyszłego malarza w świat muzyki. Jej brat, Nikołaj, był zawodowym nauczycielem i chętnie stosował w wychowaniu Anny i Michaiła metody edukacyjnej gry oraz teatru domowego. Choć relacje rodzinne układały się dobrze, rodzeństwo Wrubelów trzymało się nieco na uboczu. Do macochy, którą ironicznie nazywali „Madrińką – perłą wśród matek”, odnosili się z pewnym dystansem i marzyli o samodzielnym życiu, co bywało źródłem napięć z ojcem.
W 1865 roku rodzina przeniosła się do Saratowa, gdzie ojciec, w randze podpułkownika, objął dowództwo nad miejscowym garnizonem. W wieku dziesięciu lat u przyszłego artysty dostrzeżono wyjątkowe zdolności plastyczne, a jednocześnie coraz większą fascynację teatrem i muzyką. Ogromne wrażenie wywarła na nim kopia Sądu Ostatecznego Michała Anioła, sprowadzona do Saratowa – według relacji siostry Wrubel potrafił odtworzyć jej kompozycję z pamięci, zachowując wszystkie detale. Dostrzegając jego talent, ojciec zatrudnił dla niego nauczyciela, Andrieja Godina.
Badaczka twórczości artysty, Nina Dmitrijewa, zauważa, że młody Wrubel zapowiadał się raczej na wszechstronnego dyletanta niż na artystę owładniętego pasją twórczą – a jednak to właśnie ta obsesja ukształtowała jego niezwykłą osobowość i dorobek.

### Gimnazjum

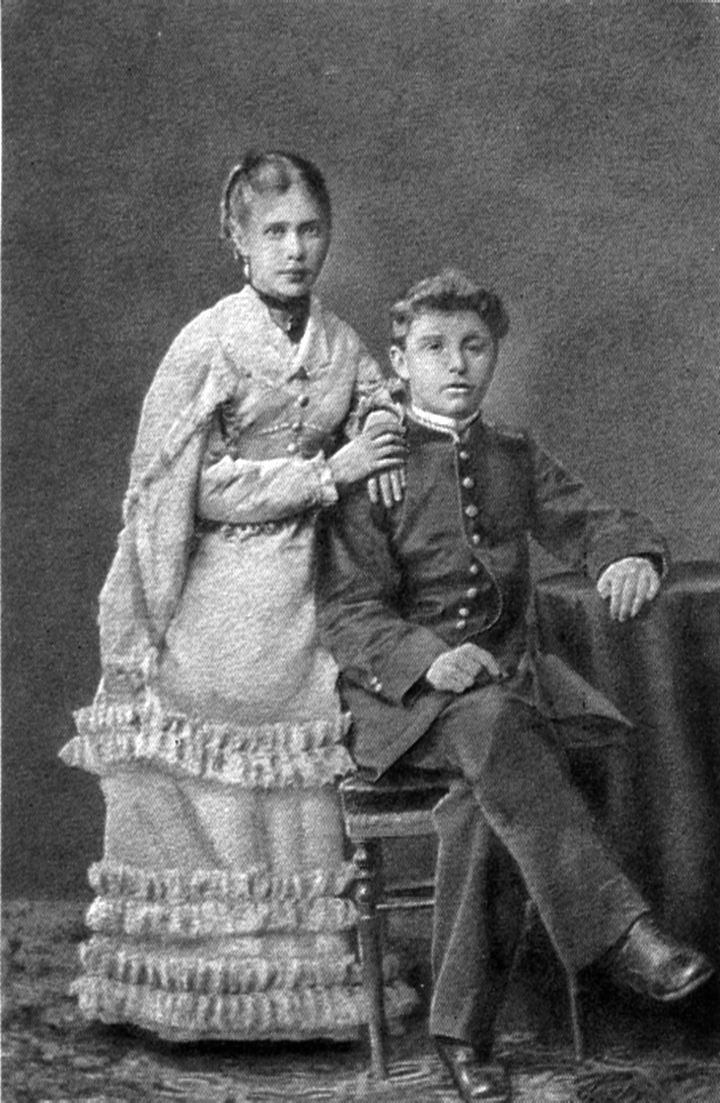
Wrubel z siostrą (ok. 1870)

W latach 1867–1870 Wrubelowie mieszkali w Petersburgu. W tym czasie ojciec artysty był słuchaczem Aleksandrowskiej Wojskowej Akademii Prawa, a młody Wrubel rozpoczął naukę w Piątym Gimnazjum. Szkoła ta wyróżniała się nowoczesnym podejściem do edukacji, kładąc szczególny nacisk na języki starożytne, literaturę, taniec i gimnastykę. Malarstwa uczył się w szkole działającej przy Cesarskim Towarzystwie Zachęty Artystów. Jednocześnie poświęcał wiele czasu naukom przyrodniczym, do których zainteresowania zaszczepił mu jeszcze w Saratowie nauczyciel i zesłaniec polityczny N.A. Pieskow.
Po trzech latach pobytu w Petersburgu Wrubelowie przenieśli się do Odessy, gdzie ojciec objął stanowisko sędziego garnizonowego. Tam młody Wrubel kontynuował naukę w Gimnazjum Richelieu'a. Z tego okresu zachowało się kilka jego listów do siostry studiującej pedagogikę w Petersburgu. Pierwszy z nich, datowany na 1872 rok, podobnie jak kolejne, odznaczał się swobodnym stylem i zawierał liczne cytaty w języku francuskim oraz łacińskim. W listach Wrubel wspominał o swoich pracach malarskich – portrecie zmarłego w 1869 roku brata Aleksandra, który namalował olejem na podstawie fotografii, oraz portrecie siostry zdobiącym gabinet ojca. Jednak w porównaniu z innymi tematami malarstwo pojawiało się w jego korespondencji jedynie w skrótowej formie.
Nauka w gimnazjum nie sprawiała mu trudności – był prymusem, odnosił sukcesy w literaturze i językach, a także interesował się historią. Podczas wakacji czytał siostrze dzieła rzymskich klasyków w oryginale, równocześnie samodzielnie je tłumacząc. Wolny czas poświęcał swoim pasjom. W jednym z listów skarżył się, że choć planował podczas wakacji przeczytać Fausta w oryginale i zrealizować 50 lekcji angielskiego, zamiast tego skopiował w oleju Zachód słońca nad morzem Iwana Ajwazowskiego.
W okresie gimnazjalnym Wrubla bardziej niż malarstwo fascynował teatr. W swoich listach poświęcał niewiele miejsca Wędrującej wystawie sztuki, która zawitała do Odessy, natomiast z entuzjazmem i w szczegółach opisywał występy stołecznych trup operowych.

### Uniwersytet

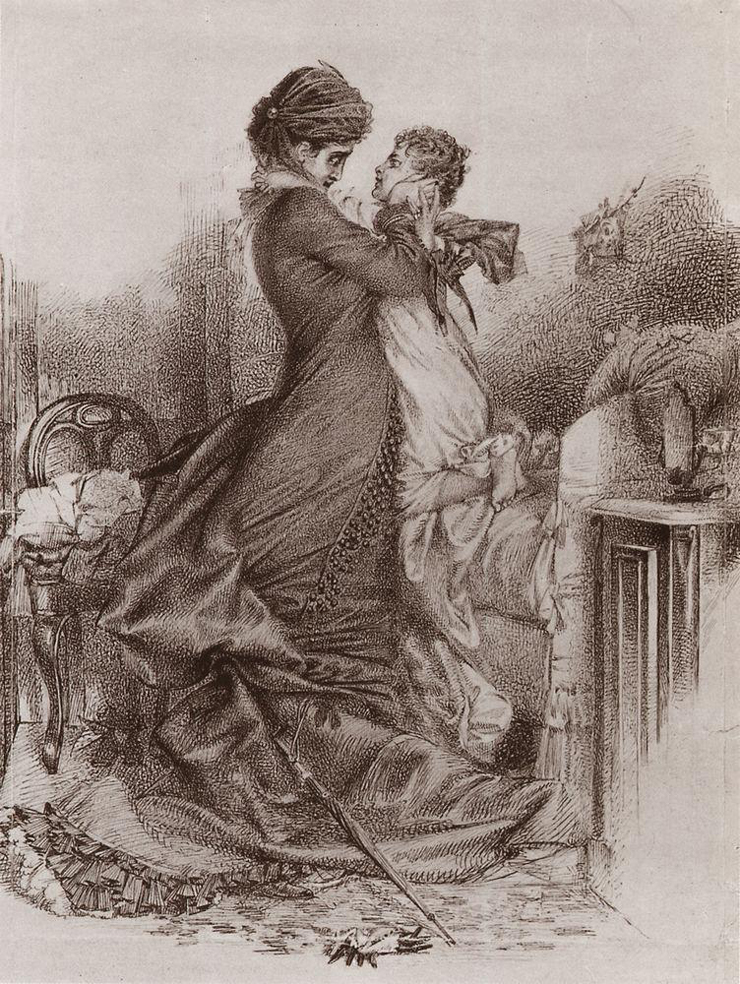
Spotkanie Anny Kareniny z synem (1878)

Wrubel ukończył gimnazjum ze złotym medalem. Ani on, ani jego rodzina nie rozważali kariery artystycznej. Postanowiono wysłać go na studia do Petersburga, gdzie zamieszkał u brata macochy, który pokrywał jego koszty utrzymania i wyżywienia.
Decyzja o wyborze prawa jako kierunku studiów spotkała się z różnymi opiniami biografów. Aleksandr Benois przypuszczał, że wynikała ona z rodzinnej tradycji i była naturalnym wyborem w środowisku Wrubelów. W 1876 roku Wrubel powtarzał drugi rok studiów, tłumacząc to w liście do ojca koniecznością pogłębienia wiedzy i poprawy ocen. Ostatecznie, choć studiował rok dłużej, nie obronił pracy dyplomowej i ukończył uczelnię jako student rzeczywisty.
Częściowo wpłynął na to styl życia, jaki prowadził za przyzwoleniem wuja. Podczas studiów Wrubel systematycznie zgłębiał filozofię, ze szczególnym zainteresowaniem teorią estetyki Immanuela Kanta, jednak nie poświęcał wiele czasu na rozwój zdolności artystycznych. Tworzył ilustracje do dzieł literackich, zarówno klasycznych, jak i współczesnych. Według Dmitrijewej, jego twórczość w tym okresie miała wyraźnie literacki charakter – rzadko tworzył prace niezwiązane z literaturą lub teatrem. Spośród zachowanych grafik najczęściej przywoływana jest kompozycja Spotkanie Anny Kareniny z synem. Badaczka Wiera Domitiejewa określiła ten okres mianem „przedwrubelskiego”, wskazując na romantyczny, niemal melodramatyczny styl jego prac, przypominający ówczesne ilustracje prasowe.
Aktywny udział w stołecznym życiu teatralnym – Wrubel znał m.in. kompozytora Modesta Musorgskiego – wiązał się ze znacznymi wydatkami. Aby się utrzymać, regularnie pracował jako korepetytor i guwerner. W połowie 1875 roku, towarzysząc swojemu uczniowi, po raz pierwszy zwiedził Europę, odwiedzając Francję, Szwajcarię i Niemcy. Latem tego samego roku przebywał w majątku Poczinok w guberni smoleńskiej u senatora Dmitrija Bera, którego żona była siostrzenicą kompozytora Michaiła Glinki. Ponadto, dzięki doskonałej znajomości łaciny, przez prawie pięć lat był repetytorem syna właściciela zakładów cukierniczych Papmela.
Rodzina Papmelów traktowała Wrubla jak krewnego – zimą chodził z nimi do opery, latem spędzał czas w ich letniej rezydencji w Peterhofie. W ich domu panowała atmosfera daleka od surowej dyscypliny, do której był przyzwyczajony w rodzinnym domu. Papmelowie wiedli wystawne życie, a Wrubel po raz pierwszy zetknął się tam z alkoholem, co miało później swoje konsekwencje.
To właśnie Papmelowie zachęcali go do rozwijania talentu artystycznego i akceptowali jego dandyzm. W 1879 roku Wrubel pisał w jednym z listów, że odnowił znajomość z  Emilem Villiersem, który jeszcze w Odessie wspierał jego eksperymenty malarskie. Zbliżył się także do studentów Akademii Sztuk Pięknych – uczniów Pawła Czistiakowa – i zaczął uczęszczać na akademickie kursy wieczorowe, otwarte dla amatorów, by doskonalić swoje umiejętności plastyczne. W efekcie w życiu 24-letniego Wrubla nastąpił przełom – po ukończeniu studiów i krótkiej służbie wojskowej wstąpił do Akademii Sztuk Pięknych.

## Lata 1880–1890

### Akademia Sztuk Pięknych

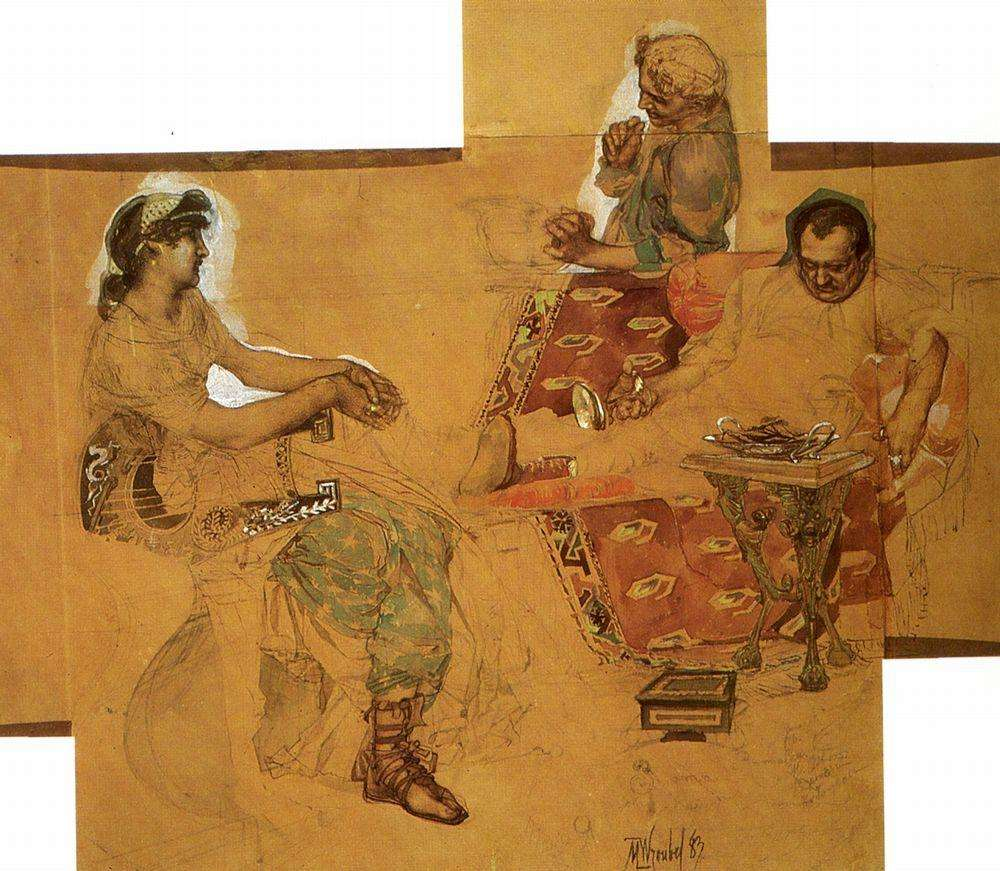
Ucztujący Rzymianie (1883)

Ostateczna decyzja Wrubla o wstąpieniu do Akademii Sztuk Pięknych była rezultatem studiów nad estetyką Kanta. Jego młodszy kolega, Stiepan Jariemicz, uważał, że Wrubel wyniósł z nich wyraźne rozróżnienie między życiem fizycznym a moralnym, co z czasem znalazło odzwierciedlenie w jego własnym życiu. W codziennych sprawach artysta odznaczał się łagodnością, uległością i nieśmiałością, natomiast w kwestiach dotyczących wyższych idei wykazywał niezłomną determinację. Był to jednak jedynie zewnętrzny rys jego osobowości – w wieku 24 lat Wrubel postrzegał siebie jako geniusza, a w estetyce Kanta geniusz, obdarzony szczególną misją, mógł realizować się wyłącznie w sztuce. Dla utalentowanego młodego artysty stanowiło to jasny i długofalowy program działania.
Jesienią 1880 roku Wrubel został wolnym słuchaczem Akademii Sztuk Pięknych i prawdopodobnie od razu, prywatnie, rozpoczął zajęcia w pracowni Czistiakowa, choć jego regularny udział w lekcjach został udokumentowany dopiero z 1882 roku. Sam artysta twierdził, że uczył się u Czistiakowa przez cztery lata. W swojej autobiografii z 1901 roku wspominał, że lata spędzone na akademii, dzięki Czistiakowowi, były najjaśniejszym okresem jego życia artystycznego. Potwierdza to także list do siostry z 1883 roku. Wyraził w nim zachwyt nad metodami nauczania Czistiakowa, które w pełni odpowiadały jego własnemu, wrodzonemu sposobowi postrzegania przyrody.

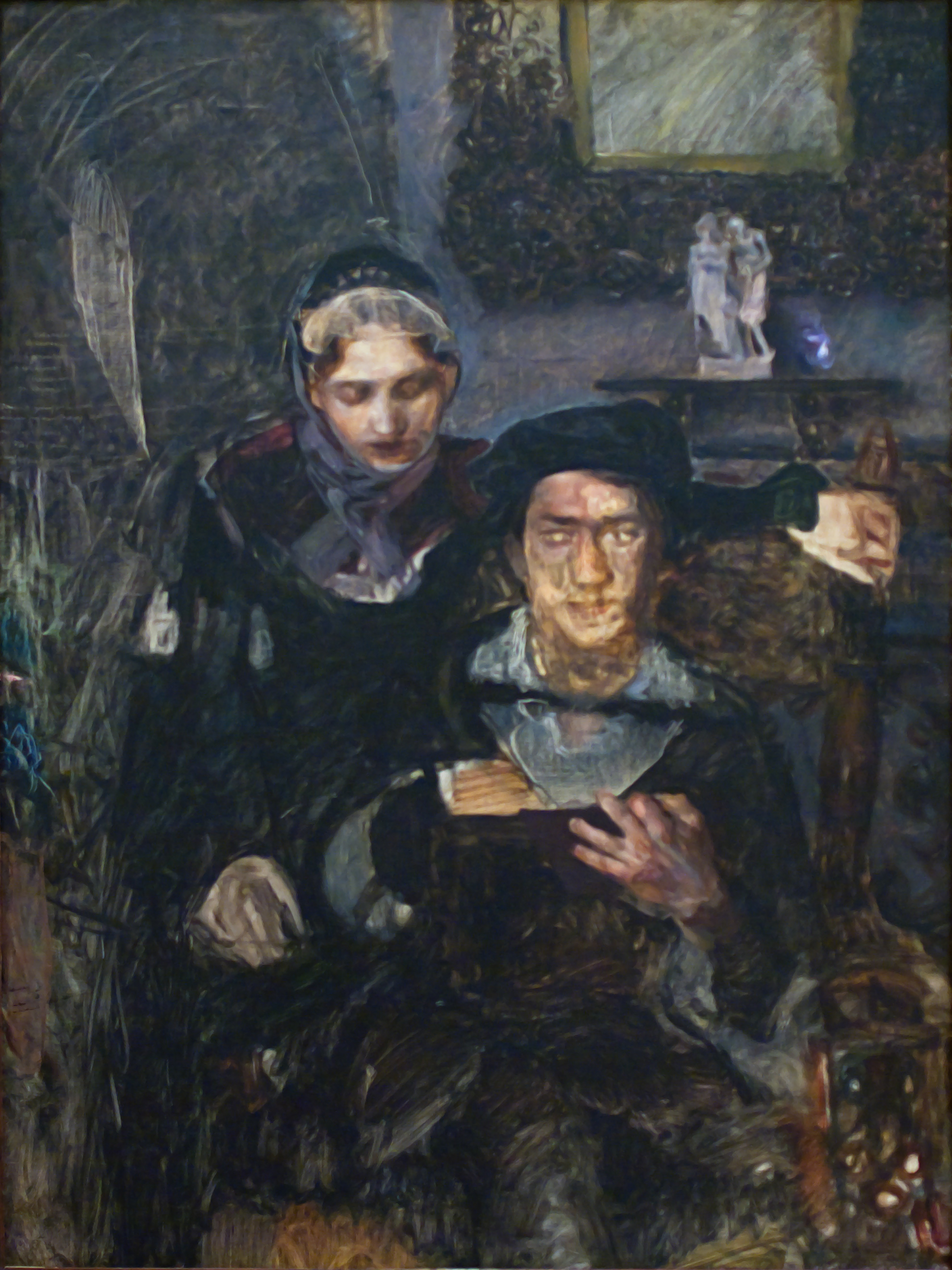
Hamlet i Ofelia (1884)

Uczniami Czistiakowa byli wybitni malarze: Ilja Riepin, Wasilij Surikow, Wasilij Polenow, Wiktor Wasniecow oraz Walentin Sierow. Wszyscy oni, podobnie jak Wrubel, uważali go za jedynego nauczyciela i szanowali do końca jego dni. Taki stosunek do mistrza był trudny do zrozumienia dla następnego pokolenia artystów, które z dużą dozą sceptycyzmu podchodziło do akademickiego systemu kształcenia. Metoda Czistiakowa, choć oparta na klasycznym akademizmie, była głęboko indywidualna. Nauczał on swoich uczniów nie tylko szacunku do pracy nad formą plastyczną, ale także świadomego rysowania i strukturalnej analizy formy. W jego naukach rysunek traktowany był jako proces rozkładania formy na małe plany, przekazywane przez płaszczyzny, których styki wyznaczały granice objętości, z wgłębieniami i wypukłościami. Dzięki naukom Czistiakowa, Wrubel opanował technikę rysunku konturowego, co umożliwiło mu stworzenie własnej, precyzyjnej techniki malarskiej.
Jednym z ważniejszych wydarzeń w życiu Wrubla podczas jego pobytu na akademii była bliska znajomość z Sierowem – pomimo dziesięcioletniej różnicy wieku, łączyło ich wiele wspólnych cech. W pracowni Czistiakowa jego postawa jako młodego malarza uległa diametralnej zmianie: dekoracyjny dandyzm ustąpił miejsca ascetyzmowi, o czym z dumą pisał do swojej siostry. Od 1882 roku, po zdaniu egzaminu do klasy malarstwa rodzajowego, łączył zajęcia u Czistiakowa z porannymi lekcjami malarstwa akwarelowego w pracowni Riepina. Z Riepinem szybko wszedł w konflikt, po tym jak wyraził swoją opinię na temat obrazu Procesja w guberni kurskiej. Zirytowany, w liście do siostry napisał, że jest to oszukiwanie publiczności, polegające na wykorzystywaniu jej ignorancji w celu zdobycia przyjemności, która w rzeczywistości odróżnia duchowy stan, jaki można przeżyć w obecności dzieła sztuki, od tego, jaki towarzyszy patrzeniu na rozłożony arkusz drukarski. Takie stanowisko wyraźnie świadczyło o wpływie Czistiakowa, który uważał, że podporządkowanie techniki sztuki idei jest podstawową cechą duchowej twórczości rosyjskiej.
Przykładem akademickiej pracy Wrubla z tego okresu jest szkic Ucztujący Rzymianie. Dzieło to wyraźnie kontrastuje z kanonami akademizmu, mimo iż artysta przestrzegał wszelkich formalnych zasad, w tym wyboru tematu antycznego. W kompozycji brakuje jednak jednego punktu centralnego, perspektywa jest nietypowa, a sama kompozycja pozostaje niejednoznaczna. Według Dmitrijewej, jest to wczesna praca akademicka, jedna z najbardziej „magicznych” w twórczości Wrubla. Choć dzieło pozostało niedokończone, w tej niedoskonałości tkwi jego wyjątkowy urok. Niektóre fragmenty zostały starannie wykończone przy użyciu perspektywy i światłocienia, przez co wydają się masywne i wyraziste w porównaniu z innymi, które zostały zaznaczone subtelnymi, cienkimi liniami, nadającymi im niemal eteryczny charakter. W niektórych miejscach rysunek jest częściowo pokolorowany, w innych zaś pozostawiono jedynie kontury; delikatny wzór kitary kontrastuje z szybkim szkicem fotela. Cała scena zdaje się być otulona mgłą, która sprawia, że niektóre elementy wyłaniają się wyraźnie i niemal dotykalnie, podczas gdy inne są ledwie dostrzegalne, zacierając się w tle.

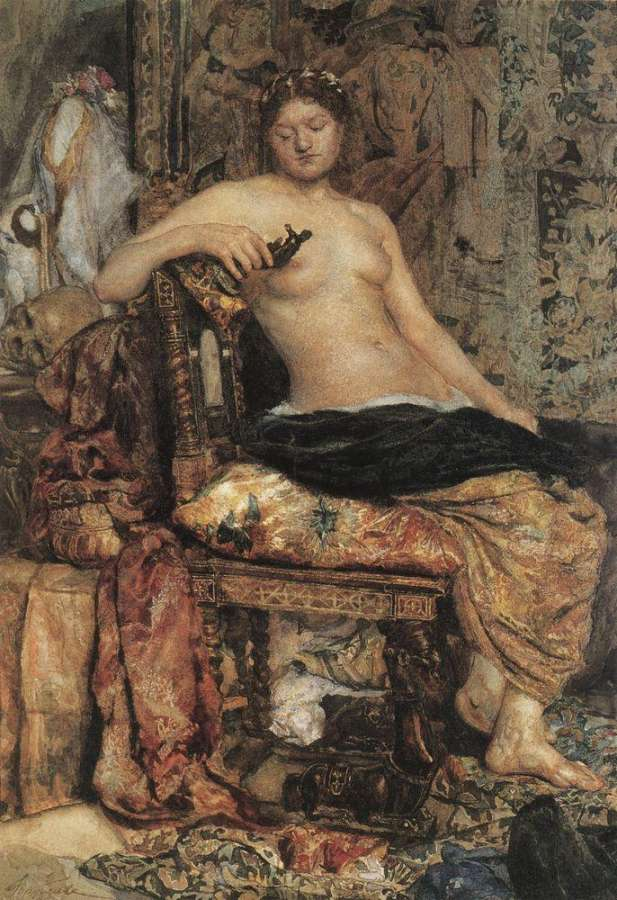
Modelka w renesansowym otoczeniu (1882)

Dzieło Ucztujący Rzymianie było wynikiem niemal dwóch lat żmudnej pracy nad kompozycją i formą obrazu konkursowego. Przedstawiona scena była prosta: śpiący patrycjusz oraz wymieniający spojrzenia podczaszy i młody kitarzysta. Perspektywa, dość nietypowa, ukazuje postacie z balkonu lub górnego okna. Aby uwypuklić efekt uzyskany przez sposób przedstawienia sylwetek, malarz zastosował delikatne oświetlenie, typowe dla godziny tuż po zachodzie słońca, pozbawione refleksów. Ostatecznym celem Wrubla było uzyskanie podobieństwa do twórczości Lawrence'a Alma Tadema. Szkic powstawał w technice akwarelowej, a wraz z rozwojem kompozycji artysta dodawał kolejne warstwy podłoża, co wywołało zachwyt Riepina. Mimo to, Wrubel intuicyjnie poczuł granicę chwiejnych form i pozostawił akwarelę niedokończoną, rezygnując z zamierzonego obrazu historycznego.
Wrubel nie porzucił pomysłu połączenia swoich artystycznych poszukiwań z możliwością zarobku. Dzięki Papmelom otrzymał zamówienie od przemysłowca Leopolda Koeniga, który dał malarzowi pełną swobodę w doborze tematu i techniki. Ustalona opłata wynosiła 200 rubli. Wrubel zdecydował się również wziąć udział w konkursie o premię Cesarskiego Towarzystwa Zachęty Artystów, wybierając temat Hamleta i Ofelii w stylu realizmu Rafaela. Zachowały się studia autoportretu do wizerunku Hamleta oraz akwarele przygotowane do całej kompozycji, w której malarz sam został przedstawiony jako Hamlet. Zamiar nie przyniósł jednak żadnych efektów, a na niepowodzenie wpłynęły także trudności w relacjach z ojcem, które były wówczas szczególnie napięte.
Po niepowodzeniu, za namową przyjaciół, Wrubel namalował obraz Modelka w renesansowym otoczeniu. Do pracy pozowała profesjonalna modelka, Agafja, siedząca na krześle, które wcześniej służyło podczas prac nad obrazem Hamleta. Wówczas będący jeszcze studentem malarz Władimir Dierwiz przywiózł z domu swoich rodziców florencki aksamit, wenecki brokat oraz inne przedmioty związane z renesansem. Efektem tej współpracy stało się udane dzieło, charakteryzujące się typowym dla stylu Wrubla tłoczeniem, które wyraźnie podkreślało wszystkie, nawet najdrobniejsze kształty. Zainspirowany sukcesem Modelki w renesansowym otoczeniu, Wrubel powrócił do tematu Hamleta i Ofelii, tym razem realizując obraz w technice olejnej na płótnie. Do Hamleta pozował Sierow. W rogu obrazu, na jeszcze wilgotnej farbie, artysta wydrapał pędzlem napis, który wyrażał rozdzielenie świadomości nieskończoności i świadomości życia: Świadomość 1) Nieskończoności. Pomieszanie pojęć o ludzkiej zależności 2) Życia. Nieskończoność a dogmat, nieskończoność a nauka… pierwotność… nieskończoność a dogmat w jedności ze świadomością życia, póki moralność trzyma się na… Istnieje wiele interpretacji tego przesłania, jednak większość krytyków zgadza się, że ostatnie słowa miały kończyć się kategorycznym imperatywem. Inaczej mówiąc, artysta Hamlet nie był w stanie pogodzić intuicyjnego odczuwania nieskończonego absolutu z dogmatem nauki lub wiary.
Wrubel oficjalnie nie ukończył Akademii Sztuk Pięknych, mimo że odnosił formalne sukcesy. Wiosną 1883 roku jego obraz Zaręczyny Maryi z Józefem otrzymał drugi srebrny medal akademii. Jesienią tego samego roku profesor Adrian Prachow, na polecenie Czistiakowa, zaprosił Wrubla do Kijowa, gdzie zaproponował mu pracę przy restauracji cerkwi św. Cyryla z XII wieku. Oferta była kusząca i zapowiadała dobre zarobki, dlatego artysta zgodził się wyjechać po zakończeniu roku szkolnego.

### Kijów

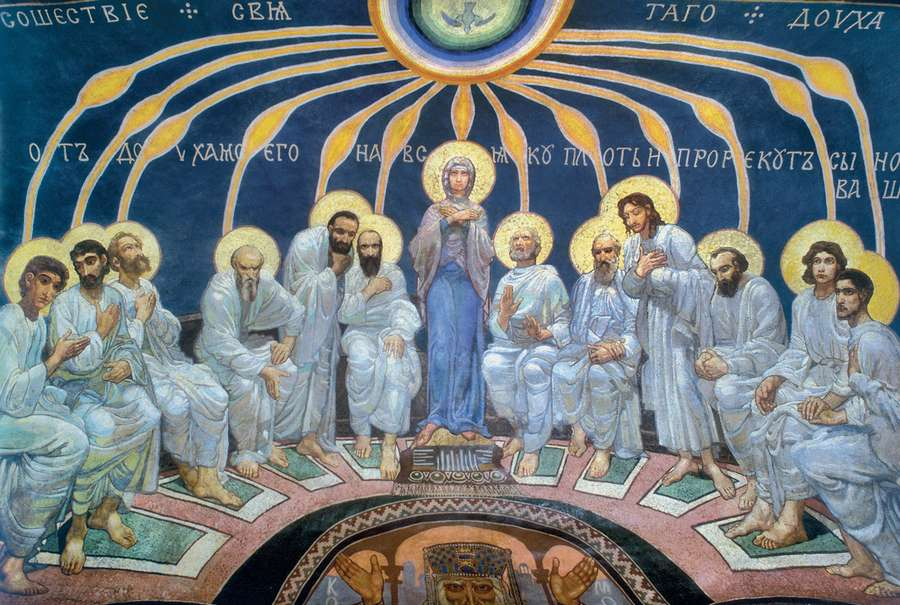
Zstąpienie Ducha Świętego na Apostołów (1885)

Okres kijowski stanowi ważny etap w twórczości Wrubla. Po raz pierwszy udało mu się zrealizować monumentalną wizję, zachowując jednocześnie fundamentalne zasady sztuki rosyjskiej. Zakres prac, które wykonał w ciągu pięciu lat, jest imponujący: w cerkwi św. Cyryla stworzył ikony, freski oraz polichromię stu pięćdziesięciu rzeźb przeznaczonych do odnowienia, a w katedrze św. Zofii przeprowadził renowację postaci anioła w kopule. Zdaniem Dmitrijewej, żaden z wielkich artystów XIX wieku nie miał wcześniej okazji do tak bezpośredniego „współautorstwa” z mistrzami XII wieku. W latach osiemdziesiątych XIX wieku zainteresowanie narodową starożytnością dopiero się rodziło – poza wąskim gronem specjalistów, którzy podchodzili do tematu raczej z perspektywy historycznej niż artystycznej, nie budziło ono szerszego oddźwięku. Wrubel w Kijowie jako pierwszy połączył badania archeologiczne z restauracją na poziomie nowoczesnej twórczości. Nie dążył przy tym do świadomej stylizacji – traktował swoją pracę jako kontynuację wysiłku dawnych mistrzów i starał się dorównać ich kunsztowi.
Prachow zaprosił Wrubla w dużej mierze przypadkowo – potrzebował malarza z akademickim wykształceniem, odpowiedniego do pracy przy dekoracji kościoła, ale jednocześnie na tyle mało znanego, by jego wynagrodzenie nie obciążyło kosztorysu prac. Zgodnie z umową Wrubel miał namalować cztery ikony w ciągu 76 dni, otrzymując wynagrodzenie w wysokości 300 rubli za każde 24 dni pracy.
W kijowskim środowisku artystycznym Wrubel pojawił się w sposób, który doskonale oddawał jego osobowość. Był młodym mężczyzną o niemal białych blond włosach i jasnym wąsie, niewysokim, ale proporcjonalnej sylwetki. Uwagę zwracał niecodziennym ubiorem – czarnym aksamitnym garniturem, krótkimi pantalonami, pończochami i stuptutami, co w tamtym czasie mogło budzić zdziwienie. Jego wygląd przywoływał skojarzenia z postaciami z obrazów Tintoretta czy Tycjana, choć sam Prachow dostrzegł to dopiero wiele lat później, odwiedzając Wenecję.
Jedną z najbardziej charakterystycznych kompozycji Wrubla w cerkwi św. Cyryla jest fresk Zstąpienie Ducha Świętego na Apostołów, który łączy precyzyjnie uchwycone elementy sztuki bizantyńskiej z portretowymi poszukiwaniami młodego artysty. Dwunastu apostołów ukazano w półkolu, w kolebkowym sklepieniu chóru, a pośrodku nich stoi Matka Boża. Na niebieskim tle złote promienie z wizerunkiem gołębicy opadają na zgromadzonych.
Do postaci Bogurodzicy pozowała felczerka M.F. Jerszowa, częsty gość w domu Prachowów, która później wyszła za mąż za jednego z artystów pracujących przy restauracji cerkwi. Drugi apostoł z lewej strony został sportretowany na wzór protojereja Piotra Lebiedincewa, nauczyciela Gimnazjum Richelieu'a, a drugi z prawej – na podobieństwo kijowskiego archeologa Wiktora Goszkiewicza. Trzeci apostoł przedstawia proboszcza parafii Piotra Orłowskiego, który odkrył pozostałości dawnych malowideł i zainteresował nimi Cesarskie Rosyjskie Towarzystwo Archeologiczne. Czwarty apostoł, który złożył dłonie w modlitwie, został namalowany z Prachowa. Fresk powstał bezpośrednio na ścianie, bez wstępnych szkiców, z wyjątkiem niektórych detali, które Wrubel wcześniej naszkicował na niewielkich arkuszach papieru. Układ kompozycji – półkole apostołów, których nimby łączą się promieniami z Duchem Świętym – nawiązuje do ikonografii bizantyńskiej i został zaczerpnięty z kutego ołtarza szafkowego jednego z klasztorów w Tyflisie. Oprócz Zstąpienia Ducha Świętego na Apostołów Wrubel stworzył także Wjazd do Jerozolimy oraz Opłakiwanie. 
Wiosną 1884 roku artysta zakochał się bez wzajemności w żonie swojego patrona, Emilii Prachowej. Jej twarz uwiecznił na ikonie Bogurodzica z Dzieciątkiem, a także w licznych szkicach, które po nim pozostały. Początkowo uczucie Wrubla bawiło męża Prachowej, jednak z czasem zaczęło go irytować. Aby załagodzić sytuację, zorganizowano artyście podróż służbową do Włoch – do Rawenny i Wenecji – gdzie miał badać zabytki późnorzymskiej i bizantyńskiej sztuki. W listach do ojca i siostry Wrubel pisał, że latem zarobił 650 rubli, m.in. pracując w katedrze św. Zofii, gdzie w bębnie kopuły namalował wizerunki trzech aniołów. Kwota ta, choć znaczna, była niższa od wynagrodzenia, jakie przyznał mu Prachow, podnosząc opłatę za cztery ikony do 1200 rubli.

### Pierwsza podróż do Włoch
Wrubel udał się do Wenecji w towarzystwie Samuiła Gajduka, młodego ukraińskiego artysty, który wyróżnił się podczas prac restauracyjnych w cerkwi św. Cyryla. W trakcie podróży do Włoch zatrzymali się w Wiedniu. Życie zimą w Wenecji było tanie, więc artyści wynajęli wspólne studio w centrum miasta, przy Via San Maurizio. Ich głównym obiektem zainteresowania były kościoły na opuszczonej wyspie Torcello.
Pobyt w Wenecji miał istotny wpływ na rozwój twórczości Wrubla. Według Dmitrijewej, ani Tycjan, ani Paolo Veronese, ani też hedonistyczny żywioł malarstwa weneckiego cinquecento nie wywarły na nim większego wrażenia. Jego weneckie pasje przybrały wyraźnie określoną formę: od średniowiecznych mozaik i witraży w bazylice San Marco i kościele św. Marii na Torcello, po malarzy wczesnego renesansu, takich jak Vittore Carpaccio, Cima da Conegliano (u którego Wrubel dostrzegał wyjątkową szlachetność postaci) oraz Giovanni Bellini. Jeśli pierwsze spotkanie z bizantyjsko-ruską starożytnością w Kijowie wzbogaciło jego rozumienie formy plastycznej, to Wenecja wzbogaciła jego paletę i obudziła w nim talent do koloru.
Wszystkie te wpływy wyraźnie przejawiały się w trzech ikonach, które Wrubel namalował w Wenecji dla kijowskiej cerkwi św. Cyryla: Święty Cyryl, Święty Atanazy i ponura kolorystycznie ikona Chrystus Zbawiciel. Przyzwyczajony do intensywnej pracy najpierw w pracowni Czistiakowa, a potem w Kijowie, Wrubel wykonał je w półtora miesiąca. Po tym czasie odczuwał pragnienie aktywności i brak towarzystwa. W Wenecji, zupełnym przypadkiem, poznał Dmitrija Mendelejewa, który był mężem jednej z uczennic Czistiakowa. Malarz omawiał z nim problem konserwacji obrazów w warunkach wysokiej wilgotności oraz zalety malarstwa olejnego na cynku zamiast na płótnie. Płyty cynkowe, które miały posłużyć do trzech ikon, zostały dostarczone Wrublowi z Kijowa, ale artysta przez długi czas nie potrafił opracować odpowiedniej technologii, a farba nie trzymała się na metalu. Po zakończeniu pracy, w kwietniu 1885 roku, Wrubel powrócił do Rosji.

### Kijów i Odessa
Maj i czerwiec 1885 roku Wrubel spędził w Kijowie. Krążyły pogłoski, że po przyjeździe malarz oświadczył się Prachowej, a według jednej z wersji, ogłosił jej mężowi swój zamiar jej poślubienia. Choć Prachow nie odmówił artyście wizyt w swoim domu, zgodnie z jego wspomnieniami, zdecydowanie się go bał, a jego małżonka była oburzona jego infantylnością. Prawdopodobnie incydent opisany rok później przez Konstantina Korowina należał to tego okresu. Latem Wrubel i Korowin pływali w stawie, kiedy Korowin zauważył na piersi towarzysza blizny, które były efektem samookaleczeń. Artysta wyjaśnił, że ciął się nożem z powodu cierpienia emocjonalnego. Ból fizyczny, który zadawał sobie w wyniku okaleczeń, przynosił mu ulgę w obliczu psychicznego cierpienia.

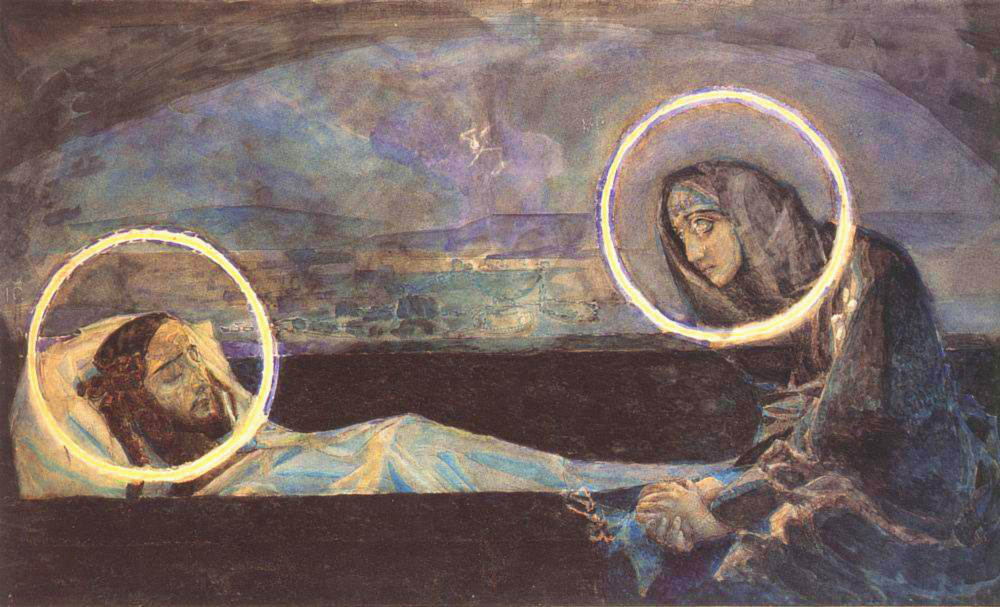
Płacz nad grobem (1886)

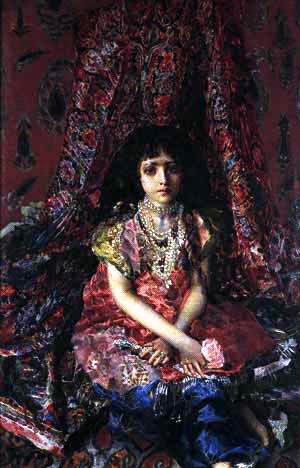
Dziewczyna na tle perskiego dywanu (1886)

Pod koniec czerwca 1885 roku Wrubel wyjechał do Odessy, gdzie odnowił znajomość z kolegą ze szkoły malarskiej, Borisem Eduardsem. Wraz z Kiriakiem Kostandim pracował on nad reformą Odeskiej Szkoły Artystycznej i postanowił zaangażować w to Wrubla. Malarz zamieszkał w domu Eduardsa, który usilnie namawiał go, by na stałe osiedlił się w Odessie.
Latem do Odessy przybył Sierow, z którym Wrubel jako pierwszy podzielił się swoją koncepcją Demona (wcześniej w listach do krewnych jedynie wspominał o demonicznej tetralogii). Gdy tylko otrzymał od ojca pieniądze na powrót do domu (rodzina mieszkała wówczas w Charkowie), na przełomie lat 1885–1886 przeniósł się do Kijowa. Po przyjeździe Wrubel natychmiast przyjął zlecenie od właściciela zakładów cukrowniczych, Michaiła Tierieszczenki, otrzymując z góry honorarium w wysokości 300 rubli na poczet dopiero co obmyślonego obrazu Bajka wschodnia. W Kijowie utrzymywał kontakty z pisarzami skupionymi wokół Ijeronima Jasinskiego, a w tym czasie poznał również Korowina. Mimo intensywnej pracy prowadził typowo artystyczny styl życia – stał się stałym bywalcem kawiarni Château de Flers, co pochłaniało wszystkie jego drobne honoraria.
W 1887 roku Wrubel otrzymał od Prachowa – mimo jego chłodnego stosunku do malarza – propozycję udziału w pracach nad malowidłami soboru św. Włodzimierza. Wrubel stworzył co najmniej sześć wersji Płaczu nad grobem, z których zachowały się cztery. Motyw ten, choć nieobecny w Ewangelii i nietypowy dla malarstwa prawosławnego, występuje w sztuce włoskiego renesansu. Prace Wrubla zostały jednak odrzucone przez Prachowa, który doskonale rozumiał ich wartość. Oryginalny styl malowideł tak bardzo wyróżniał się na tle dzieł pozostałych artystów, że zburzyłby i tak już względną integralność całego zespołu malowideł. Prachow zauważył kiedyś, że dla obrazów Wrubla należałoby wznieść świątynię w zupełnie odrębnym stylu.
Oprócz prac na zlecenie Wrubel próbował tworzyć również dla siebie. Podczas pracy nad obrazem Modlitwa o kielich przeżył poważny kryzys. W liście do swojej siostry napisał: Maluję i piszę z całą mocą Chrystusa, a tymczasem, być może dlatego, że jestem daleko od rodziny, cała religijność i obrzędowość, łącznie z Nie[dzielą] Zmartw[ychwstania], wydają mi się wręcz irytujące – tak bardzo obce.
Pracując nad malowidłami w kijowskich cerkwiach, Wrubel jednocześnie zwrócił się ku wizerunkowi Demona. Przeniesienie technik artystycznych wypracowanych podczas tworzenia obrazów sakralnych na temat całkowicie przeciwny było dla niego logicznym i naturalnym krokiem, świadczącym o kierunku jego poszukiwań.
W okresie tych ciężkich zmagań psychicznych do Kijowa przyjechał jego ojciec. Widok życia, jakie prowadził malarz, przeraził go: nie miał ani ciepłego koca, ani płaszcza, ani nawet porządnego ubrania, poza tym, które miał na sobie. Ojciec był również zniesmaczony pierwszą wersją Demona – uznał, że obraz nie wzbudziłby sympatii ani wśród opinii publicznej, ani w Akademii Sztuk Pięknych. W odpowiedzi Wrubel zniszczył swoje dzieło, podobnie jak wiele innych prac powstałych w Kijowie.
Aby poprawić swoją sytuację materialną, Wrubel powrócił do pracy nad Bajką wschodnią, jednak zdołał ukończyć jedynie akwarelę. Próbował podarować ją Prachowej, lecz ta odrzuciła prezent. W przypływie frustracji artysta podarł obraz, a później go skleił. Jego jedynym ukończonym dziełem w tym czasie był portret-fantazja Dziewczyna na tle perskiego dywanu, przedstawiający Manię Dachnowicz, córkę właściciela biura pożyczkowego. Klient nie docenił obrazu, lecz ostatecznie zakupił go Tierieszczenko.
Kryzys psychiczny artysty przejawił się w następującym incydencie: Wrubel pojawił się w domu Prachowa, gdzie zgromadziła się już grupa artystów pracujących nad malowidłami w soborze. Oświadczył, że jego ojciec zmarł i musi pilnie wyjechać do Charkowa. Poruszeni koledzy złożyli się na koszty podróży. Następnego dnia do Prachowa przybył jednak sam ojciec Wrubla, a gospodarz wyjaśnił mu, że nagły wyjazd syna miał związek z jego zauroczeniem pewną angielską piosenkarką z kawiarni.
Przyjaciele Wrubla starali się pomóc mu w zapewnieniu stałego dochodu, kierując do niego klientów. Powierzano mu drugorzędne prace w soborze, takie jak rysowanie ozdób oraz przeniesienie na jeden z plafonów obrazu Dni stworzenia według szkiców braci Pawła i Aleksandra Swiedomskich. Wrubel udzielał także lekcji rysunku i wykładał w Kijowskiej Szkole Artystycznej. Wszystkie te zajęcia przynosiły mu jedynie nieregularne dochody, ponieważ nie podpisywał żadnych formalnych umów.
Okres kijowski Wrubla Dmitrijewa podsumowała następująco: W Kijowie mieszkał na przedmieściach, czerpiąc inspirację jedynie od dawnych mistrzów. Musiał wkroczyć w sam środek współczesnego życia artystycznego – i to stało się dopiero po jego przenosinach do Moskwy.

## Okres moskiewski (1890–1902)

### Przeprowadzka do Moskwy
W 1889 roku Wrubel opiekował się chorym ojcem, który wówczas służył w Kazaniu. Po wyzdrowieniu ojciec przeszedł na emeryturę i osiadł w Kijowie. We wrześniu Wrubel wyjechał do Moskwy, początkowo z zamiarem odwiedzenia znajomych, jednak pozostał tam przez kolejne półtorej dekady.
Jak wiele wydarzeń w życiu Wrubla, jego przeprowadzka była dziełem przypadku. Najprawdopodobniej wyjechał do Moskwy z powodu zauroczenia cyrkową akrobatką konną – do środowiska cyrkowców wprowadził go brat Jasinskiego, iluzjonista Aleksandr Ziemganno-Jasinski. W Moskwie Wrubel zamieszkał w pracowni Korowina przy ulicy Dołgorukowskiej. Pojawił się nawet pomysł współpracy między trzema artystami – Wrublem, Korowinem i Sierowem – jednak relacje Wrubla z Sierowem nie układały się najlepiej. Korowin przedstawił Wrubla przedsiębiorcy i filantropowi Mamontowowi. W grudniu artysta przeprowadził się do jego domu przy ulicy Sadowej-Spaskiej (współcześnie nr 6, bud. 2). Relacje z gospodarzami nie zawsze układały się pomyślnie – żona Mamontowa, Jelizawieta, nie znosiła Wrubla i otwarcie nazywała go bluźniercą i pijakiem. Wkrótce artysta opuścił ich dom i przeniósł się do wynajmowanego mieszkania.

### Demon

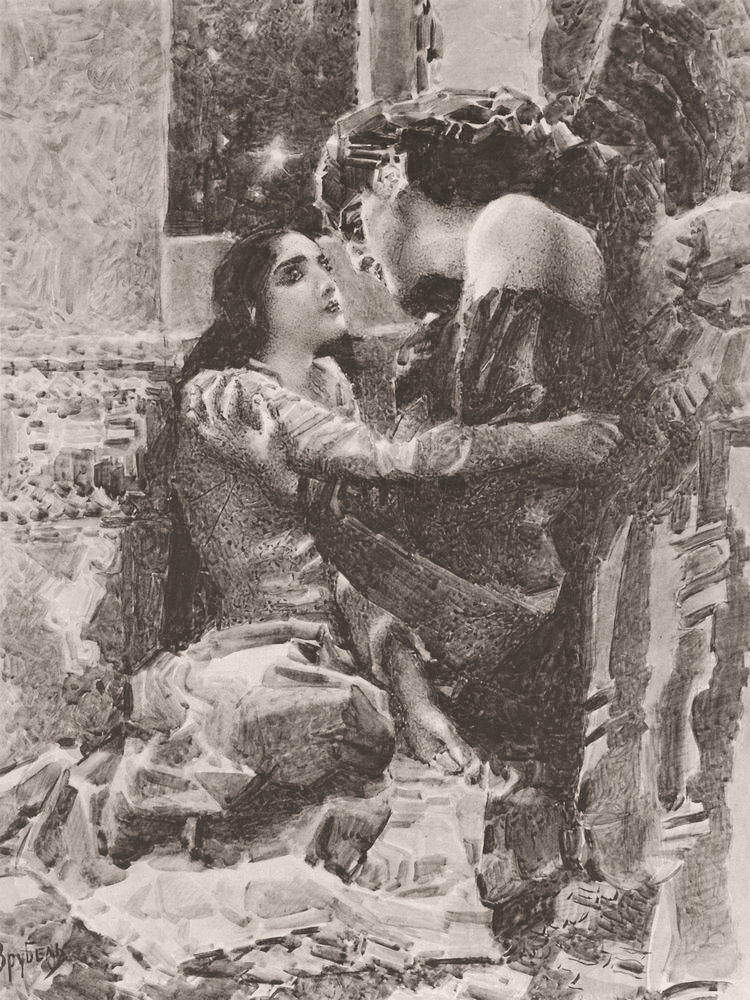
Spotkanie Tamary i Demona (1890)

Powrót Wrubla do tematu Demona zbiegł się z przygotowaniami do jubileuszowego, dwutomowego wydania dzieł Michaiła Lermontowa, realizowanego przez Iwana Kusznieriowa i wydawcę Piotra Konczałowskiego. Do zilustrowania książki zaproszono osiemnastu wybitnych artystów, wśród których, oprócz Riepina i Ajwazowskiego, znaleźli się Iwan Szyszkin, Leonid Pasternak oraz Apollinarij Wasniecow. Spośród nich jedynie Wrubel był całkowicie nieznany opinii publicznej. Za graficzne opracowanie publikacji odpowiadał Pasternak. Nie wiadomo, kto dokładnie zwrócił uwagę wydawców na Wrubla – według różnych wersji mógł to być Mamontow, Korowin lub sam Pasternak. Artysta otrzymał honorarium w wysokości 800 rubli za pięć dużych ilustracji i trzynaście mniejszych.
Praca Wrubla nad ilustracjami była mozolna, ponieważ oryginały okazały się niezwykle trudne do odtworzenia i wymagały licznych poprawek. Główna trudność polegała jednak na braku zrozumienia ze strony kolegów z redakcji. 10 kwietnia 1891 roku ilustrowana publikacja otrzymała zgodę cenzury i od razu zyskała rozgłos dzięki prasie. To właśnie na jej łamach ilustracje Wrubla zostały zaatakowane, przede wszystkim z powodu zarzutów o chamstwo, brzydotę, karykaturę i absurd. Charakterystyczne jest to, że po dwudziestu latach krytycy zaczęli twierdzić, iż to właśnie Wrublowi udało się przetłumaczyć na nowoczesny język poetycką istotę twórczości Lermontowa. Brak zrozumienia dla jego malarstwa, nawet ze strony ludzi mu życzliwych, doprowadził do tego, że artysta zmienił swoje poglądy estetyczne. Zaczął uważać, że prawdziwa sztuka jest niezrozumiała prawie dla każdego, a każde jej zrozumienie stawało się w jego oczach równie podejrzane, jak niezrozumienie innych.
Wszystkie ilustracje do poematu Lermontowa Demon zostały wykonane czarną akwarelą. Monochromatyczność pozwoliła uwydatnić dramaturgię fabuły, a jednocześnie ukazać różnorodność tekstur w dziełach. Demon stał się archetypem upadłego anioła, łączącym jednocześnie formy męskie i żeńskie, podczas gdy bohaterka poematu, Tamara, była przedstawiana na ilustracjach na różne sposoby, co podkreślało jej wewnętrzną walkę i potrzebę wyboru między sacrum i profanum. Ilustracje te były szczytem umiejętności graficznych Wrubla.

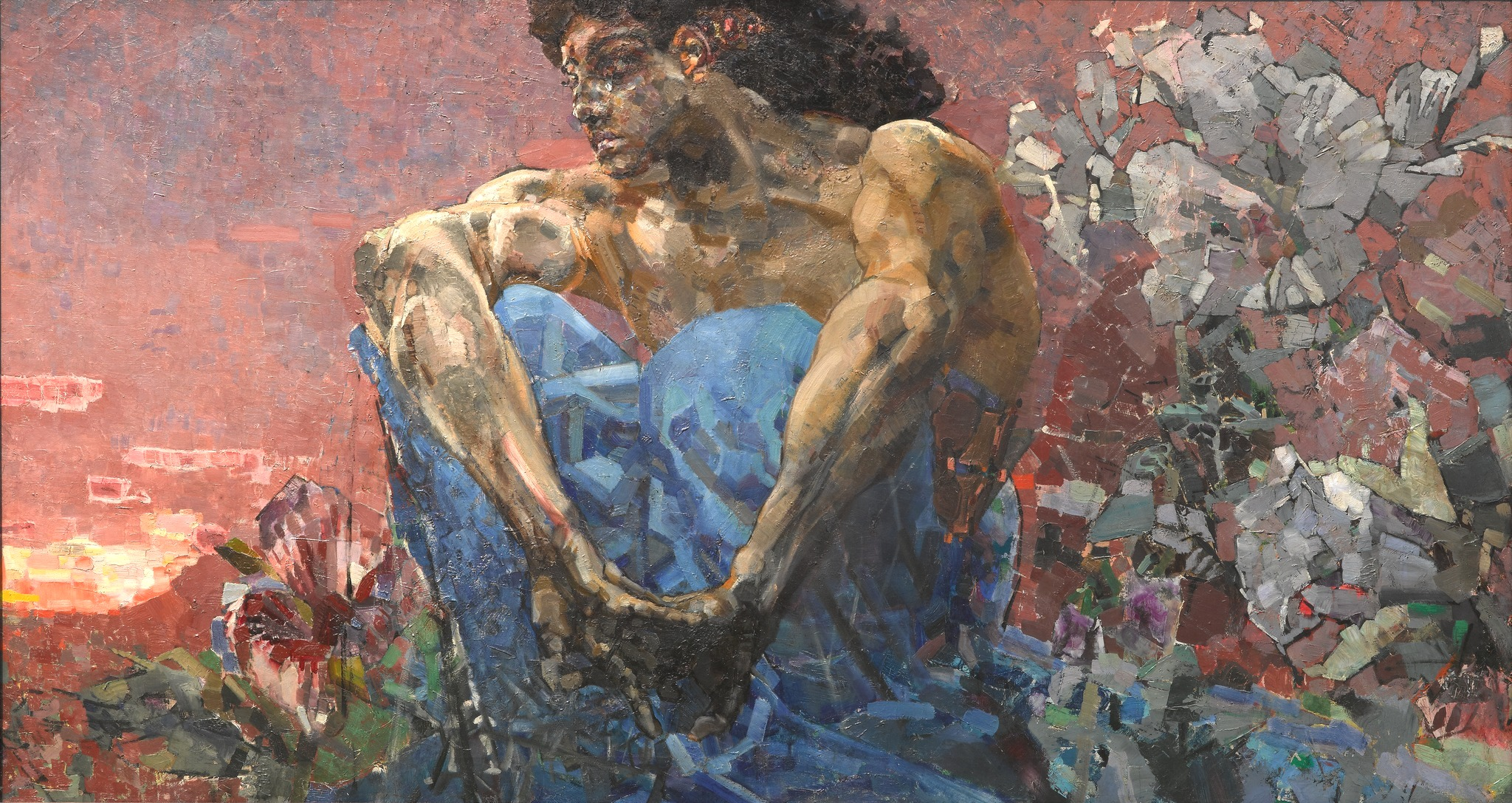
Demon siedzący (1890)

Równolegle z pracą nad ilustracjami Wrubel namalował swój pierwszy duży obraz Demon siedzący, który stał się najsłynniejszym z jego portretów Demona i jednocześnie najbardziej wolnym od literackich skojarzeń. W liście z 22 maja 1890 roku do siostry pisał: […] maluję Demona, czyli nie tego monumentalnego Demona, którego z czasem namaluję, ale „demonicznego” – półnaga, skrzydlata, młoda, smutno zamyślona postać siedzi, obejmując kolana, na tle zachodzącego słońca i spogląda na kwitnącą łąkę, z której ciągną się gałęzie, uginając się pod kwiatami.
Wielobarwny obraz Demon siedzący wydaje się bardziej ascetyczny niż monochromatyczne ilustracje do poematu Lermontowa. Faktura obrazu i kolor podkreślają melancholię Demona, tęskniącego za żywym światem. Charakterystyczne jest, że otaczające go kwiaty mają zimny, kryształowy charakter, przypominający pęknięcia skał. Wyalienowanie Demona wobec świata dodatkowo akcentują kamienne chmury. Demon nie ma skrzydeł, ale ich miraż – zarys skrzydeł tworzą gigantyczne kwiatostany za plecami siedzącej postaci oraz odrzucone do tyłu włosy. Artysta ponownie zwrócił się ku wizerunkowi Demona osiem lat później.

### Warsztaty w Abramcewie

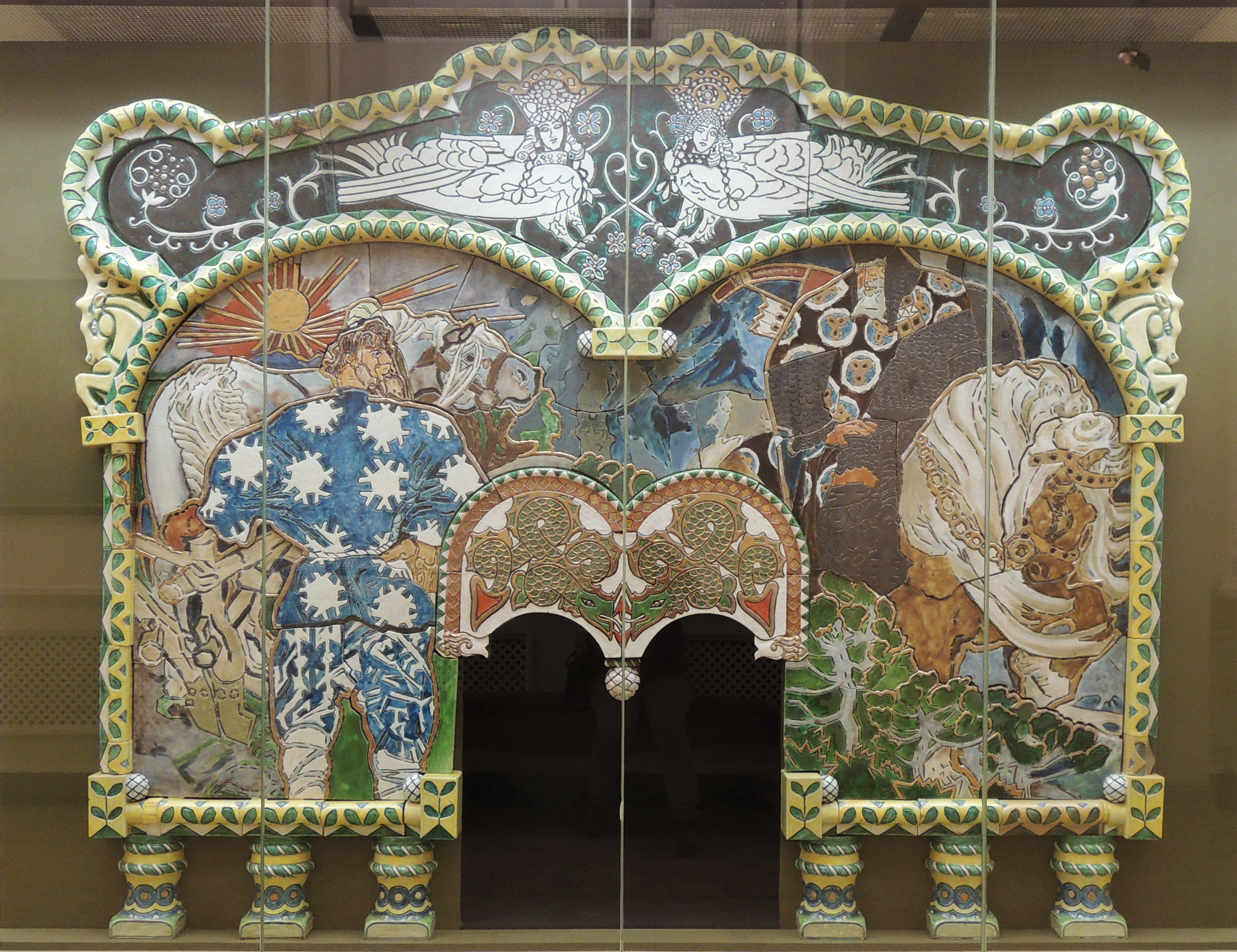
Kominek Wolga Swiatosławicz i Mikuła Sielaninowicz (1908)

20 lipca 1890 roku w Abramcewie zmarł 22-letni Andriej Mamontow, przyjaciel Wrubla i syn jego patrona. Malarz przyjechał na pożegnanie i pozostał tam przez kolejny rok, zafascynowany lokalną ceramiką. Z dumą pisał do siostry, że kieruje fabryką ozdób kaflowych i terakotowych.
Mecenas Mamontow, choć nie podzielał estetycznych aspiracji artysty, doceniał jego talent i starał się stworzyć mu jak najlepsze warunki do pracy. Dzięki temu Wrubel po raz pierwszy w życiu uniezależnił się finansowo i mógł dobrze zarabiać. Otrzymał zamówienia na kilka ozdobnych kominków, podjął się stworzenia kaplicy majolikowej nad grobem zmarłego przyjaciela oraz rozpoczął pracę nad projektem rozbudowy miejskiej rezydencji Mamontowów w stylu rzymsko-bizantyjskim.
Zdaniem Dmitrijewej, Wrubel był artystą wszechstronnym – wszystko przychodziło mu z łatwością, z wyjątkiem pisania tekstów. Jego talent objawiał się w wielu dziedzinach: rzeźbie, mozaice, witrażach, majolikach, maskach architektonicznych, projektach budynków, dekoracjach teatralnych i kostiumach. Jego twórczość obfitowała w dekoracyjne motywy – ptaki-syriny, rusałki, panny morskie, rycerze, elfy, kwiaty, ważki – wszystko to tworzył ze zrozumieniem materiału i kontekstu. Właśnie w tym okresie, poszukując „czystego i stylowego piękna” oraz wprowadzając sztukę w codzienne życie, Wrubel stał się jednym z prekursorów rosyjskiego modernizmu. Nowy styl, który współtworzył, wyrastał częściowo z neoromantyzmu kręgu Mamontowa, jednocześnie nawarstwiając się na jego estetykę i poszerzając jej granice.
Warsztaty Mamontowa w Abramcewie i Marii Tieniszewej w Tałaszkinie realizowały w Rosji koncepcję sztuki i rzemiosła inspirowaną kręgiem Williama Morrisa. Modernizm dążył z jednej strony do odrodzenia rosyjskiego rzemiosła tradycyjnego, a z drugiej – tracił unikalność ze względu na rozwój produkcji maszynowej.
Wrubel aktywnie działał w obu ośrodkach, które różniły się podejściem. W Abramcewie Mamontowa nacisk kładziono na projekty teatralne i architektoniczne, czerpiące z dorobku kultury światowej. Z kolei warsztaty Tieniszewej koncentrowały się na życiu codziennym, bazując na rosyjskich tradycjach ludowych. Szczególną rolę w rozwoju Wrubla odegrała garncarnia w Abramcewie, przyciągająca go prostotą form, szorstką fakturą i nieprzewidywalnymi efektami glazury. Dzięki ceramice mógł eksperymentować z materiałem i swobodnie realizować swoje wizje – niewdrożenie do rzemiosła sprzyjało twórczej ekspresji. Jego idee wspierał słynny projektant ceramiki Piotr Waulin, który pomagał mu w ich praktycznym wdrażaniu.

### Druga podróż do Włoch

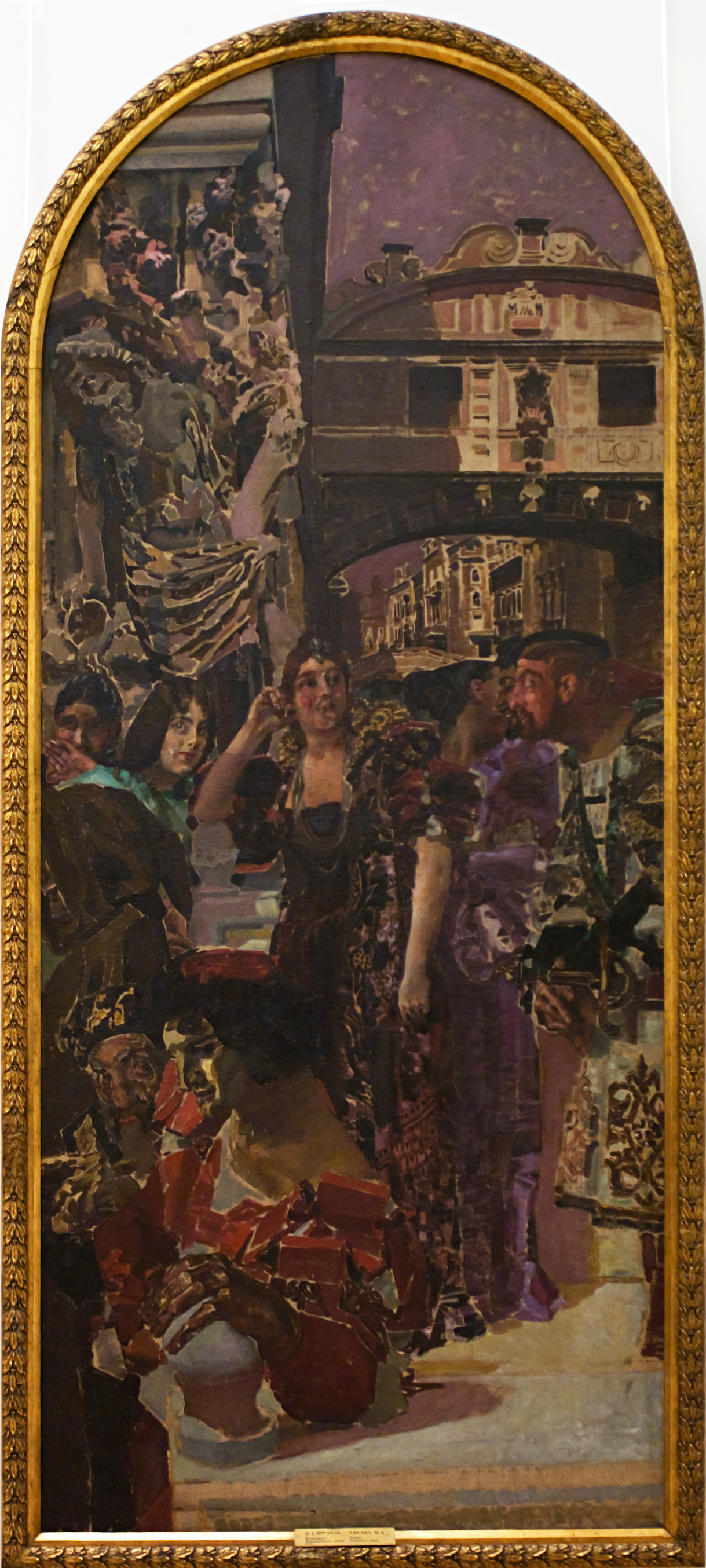
Wenecja (1893)

W 1891 roku rodzina Mamontowów udała się w podróż do Włoch, a trasa została zaplanowana z uwzględnieniem szczególnych zainteresowań abramcewskiego warsztatu garncarskiego. Wrubel towarzyszył głowie rodziny jako konsultant, co doprowadziło do ostrego konfliktu z małżonką patrona. Mamontow i Wrubel udali się do Mediolanu, gdzie w tym czasie młodsza przyrodnia siostra artysty, Jelizawieta (Lila) Wrubel, pobierała naukę śpiewu. Planowano, że artysta spędzi zimę w Rzymie, gdzie miał realizować zamówienie Mamontowa na scenografię do Wesołych kumoszek z Windsoru oraz projekt nowej kurtyny dla Rosyjskiej Opery Prywatnej w Moskwie. Mamontow zapewnił Wrublowi miesięczną pensję. Malarz zamieszkał z braćmi Swiedomskimi, gdyż próba zakwaterowania go w domu Mamontowa zakończyła się kolejnym konfliktem z domownikami.
Wrubel nie potrafił porozumieć się z rosyjskimi artystami pracującymi w Rzymie – nieustannie zarzucał im naśladownictwo oraz brak umiejętności malarskich. Natomiast ze Swiedomskimi nawiązał bliską relację – wspólnie odwiedzali variété Apollo i Caffè Aragno. Szczególnie odpowiadała mu atmosfera ich warsztatu, który mieścił się w dawnej szklarni. Choć przestrzeń ta sprzyjała pracy, zimą, ze względu na szklaną ścianę i sufit, panował w niej dotkliwy chłód. Swiedomscy bez zastrzeżeń uznawali twórczą wyższość Wrubla. Nie tylko udostępnili mu swój dom i pracownię, ale także dzielili się z nim zleceniami.
Z polecenia Mamontowa Wrubel dołączył do pracowni Alessandra Rizzoniego, absolwenta Akademii Sztuk Pięknych. Darzył go szacunkiem i chętnie pracował pod jego nadzorem. Rizzoni nie ingerował w indywidualne poszukiwania stylu swoich podopiecznych, ale był wymagający, gdy chodziło o ich zaangażowanie. Wrubel później przyznał, że rzadko spotykał się z tak sprawiedliwym i życzliwym osądem.
Zimą 1892 roku Wrubel planował zaprezentować swoją pracę Śnieżynka na Salonie Paryskim (obraz nie zachował się). Z relacji Mamontowej obraz był wykonany w akwareli, głowa Śnieżynki, w naturalnej wielkości, na tle ośnieżonej sosny, piękne kolory, ale twarz z ropniem i gniewnymi oczami. Wrubel kontynuował pracę nad Śnieżynką jeszcze po powrocie do Abramcewa. Przerwał, bo zafascynowała go idea malowania pejzaży ze zdjęć, co przyniosło mu jednorazowy zarobek w wysokości 50 rubli.
Jednym z jego najważniejszych dzieł ukończonych po powrocie było panneau Wenecja, również stworzone na podstawie fotografii. Obraz wyróżnia się ponadczasowością – trudno określić, w jakim momencie rozgrywa się przedstawiona scena. Układ postaci jest chaotyczny, a przestrzeń mocno zagęszczona. Dopełnieniem Wenecji stała się Hiszpania – dzieło, które krytycy uznają za jedno z najwybitniejszych w dorobku Wrubla.

### Prace dekoracyjne

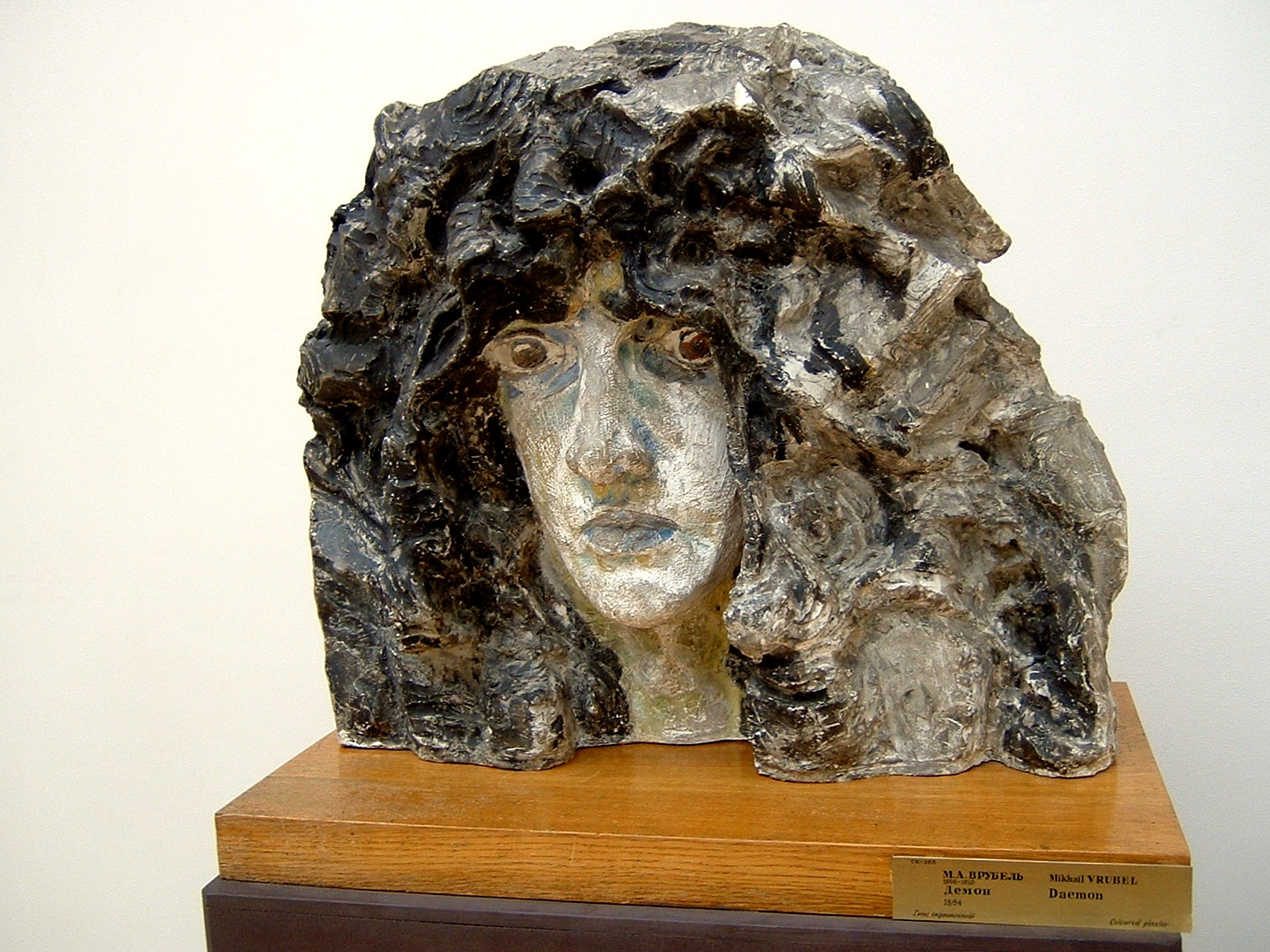
Głowa Demona (1894)

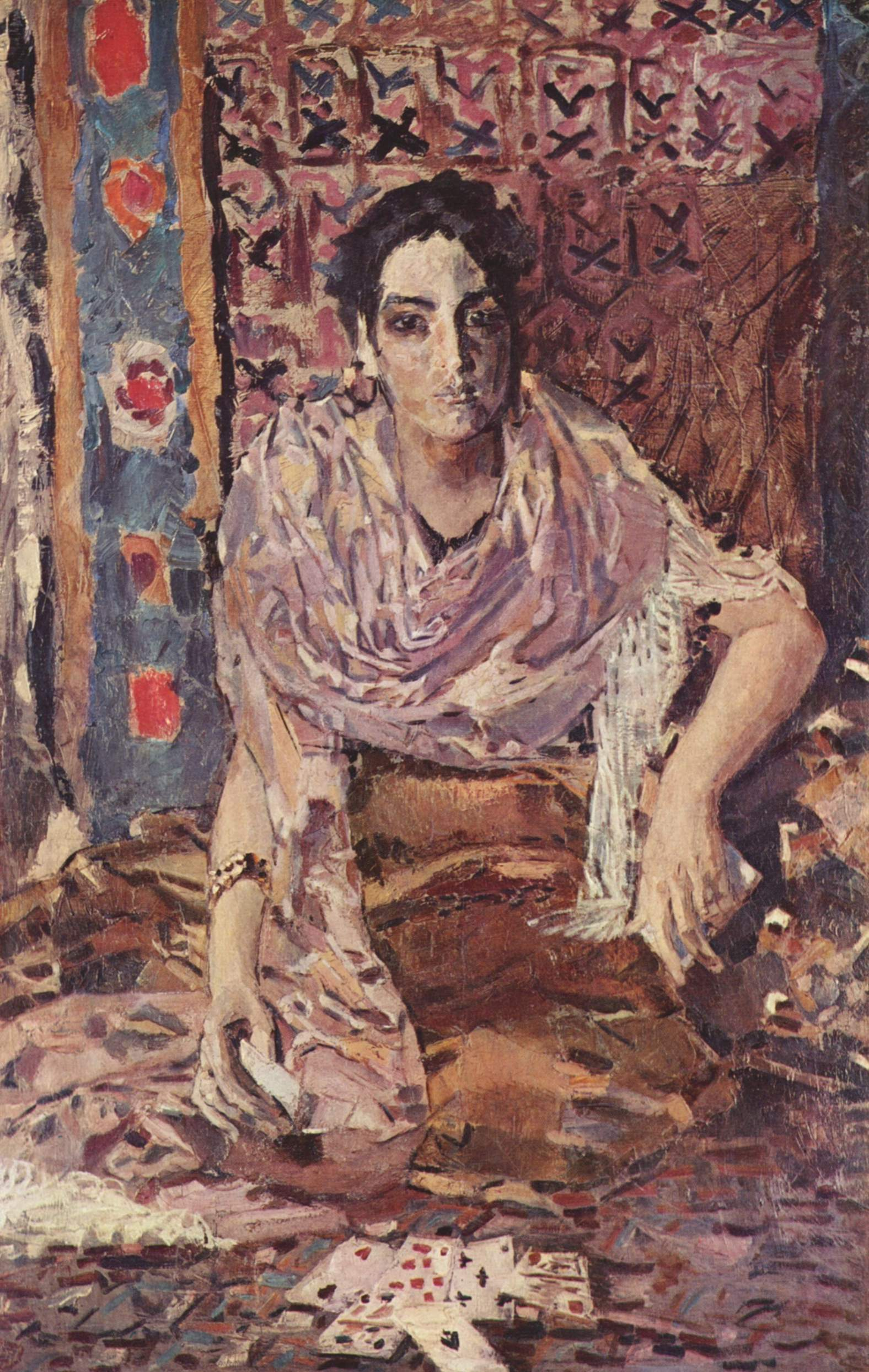
Wróżka (1895)

Zimę 1892–1893 Wrubel spędził w Abramcewie. Dzięki zleceniom Mamontowa zyskał renomę w Moskwie, co zaowocowało prestiżowymi zamówieniami, takimi jak dekoracja rezydencji rodziny Dunkierów przy ulicy Powarskiej oraz domu przedsiębiorcy i mecenasa Sawwy Morozowa. Przy realizacji projektów dla Morozowa Wrubel współpracował z jednym z najwybitniejszych architektów moskiewskiej secesji – Fiodorem Szechtelem.
Dekoracyjne prace Wrubla ujawniły wszechstronność jego talentu, obejmującego malarstwo, architekturę, rzeźbę i sztukę użytkową. Historyk sztuki Jelena Karpowa podkreślała jego kluczową rolę w kształtowaniu moskiewskich zespołów modernistycznych. Prace artysty przyciągały uwagę współczesnych. Rzeźbiarz Aleksandr Matwiejew stwierdził nawet, że bez Wrubla nie byłoby dzieł Siergieja Konionkowa. Za najważniejsze dzieło rzeźbiarskie artysty uznaje się kompozycję w stylu gotyckim Robert i zakonnice, zdobiącą latarnię na schodach dworu Morozowa.
W literaturze architektonicznej podkreśla się wyjątkowy wkład Wrubla w kształtowanie artystycznego oblicza moskiewskiej secesji. Tworzył liczne elementy ceramiki architektonicznej – niewielkie rzeźby z majoliki i kafli, które zdobią ważne budowle w stylu modernistycznym i neorosyjskim, m.in. Dworzec Jarosławski, Dom czynszowy „Sokól”, Dwór Jakunczikowej, Dom-muzeum W.M. Wasniecowa. Według projektów Wrubla powstały m.in. dwór Mamontowa, cerkiew Ducha Świętego w Tałaszkinie oraz pawilon zademonstrowany na Wystawie Światowej w Paryżu.
Dla rezydencji Dunkerów Wrubel wybrał motyw sądu Parysa, nad którym pracował do listopada 1893 roku. Efekt jego pracy malarz Stiepan Jaremicz określił jako wysokie święto sztuki. Jednak klienci odrzucili zarówno Sąd Parysa, jak i stworzoną w pośpiechu Wenecję. Obie prace nabył kolekcjoner Konstantin Arcybuszew, który urządził w swoim domu przy Ziemlanym Wale studio, gdzie Wrubel mieszkał w pierwszej połowie lat dziewięćdziesiątych. W tym samym czasie z Orenburga do Moskwy przeprowadziła się siostra malarza i rodzeństwo często się spotykało.
W 1894 roku Wrubel popadł w głęboką depresję, dlatego Mamontow wysłał go do Włoch, aby zaopiekował się jego synem Siergiejem – emerytowanym oficerem husarskim, który zmagał się z dziedziczną chorobą nerek i przeszedł operację wymagającą dalszego leczenia w Europie. Wybór Wrubla na opiekuna był trafny – artysta nie tolerował hazardu, a kiedyś, opuszczając kasyno w Monte Carlo, rzucił lekceważąco: Co za nuda!.
Po powrocie do Odessy w kwietniu Wrubel ponownie znalazł się w trudnej sytuacji finansowej, a także uwikłany w rodzinne konflikty. Powrócił wówczas do pracy z majoliką i stworzył rzeźbiarską Głowę Demona. Dzieło to zostało zakupione przez Arcybuszewa, co umożliwiło artyście wyjazd do Moskwy.
Z tego okresu pochodzi również obraz Wróżka, który Wrubel namalował w zaledwie jeden dzień, pod wpływem silnego impulsu. Kompozycja dzieła przypomina Dziewczynę na tle perskiego dywanu – przedstawia czarnowłosą modelkę o wschodnim typie urody, siedzącą na tle bogato zdobionego kobierca. Jej twarz pozostaje nieprzenikniona, a wzrok nie skupia się na kartach, które trzyma. Charakterystycznym akcentem kolorystycznym obrazu jest różowy szal narzucony na ramiona wróżki – element, który według Dmitrijewej w ogólnym zestawieniu barw nabiera złowieszczego wydźwięku, mimo że tradycyjnie kolor różowy kojarzony jest z pogodnym nastrojem. Modelką do Wróżki była jedna z kochanek Wrubla – kozaczka syberyjska. Inspiracją dla artysty stała się opera Carmen, z której zaczerpnął także motyw niesprzyjającej wróżby – asa pik. Obraz został namalowany na zniszczonym portrecie brata Mamontowa – Nikołaja.
Artysta niezmiennie prowadził beztroskie, artystyczne życie. Według wspomnień Korowina, gdy otrzymał wysokie honorarium za malarskie panele do rezydencji, roztrwonił je w charakterystycznym dla siebie stylu. W hotelu Paris, gdzie mieszkał, urządził wystawną ucztę. Na kolację zaprosił licznych gości. Stoły uginały się pod ciężarem butelek wina i szampana. Wrubel, rozentuzjazmowany, osobiście zajmował się obsługą biesiadników, serwując trunki i dbając o to, by nikt nie odszedł spragniony. W krótkim czasie całe pięć tysięcy rubli zniknęło, a nawet zabrakło na uregulowanie rachunku. Aby spłacić dług, artysta przez kolejne dwa miesiące pracował niemal bez wytchnienia.

### XVI Ogólnorosyjska Wystawa Artystyczno-Przemysłowa
W lutym 1895 roku Wrubel zgłosił Portret N.A. Kazakowa (dzieło znane dziś jedynie z nielicznych wzmianek) na 23. wystawę pieriedwiżników. Obraz nie został jednak dopuszczony do ekspozycji. W tym samym roku artysta wziął udział w trzeciej wystawie Moskiewskiego Towarzystwa Artystów, prezentując rzeźbę Głowa olbrzyma, inspirowaną poematem Aleksandra Puszkina Rusłan i Ludmiła. W recenzji opublikowanej w gazecie Russkije wiedomosti wspomniano niemal wszystkich uczestników wystawy w pozytywnym tonie, natomiast Wrubla wyróżniono osobno – jako przykład tego, jak można pozbawić dzieło artystycznego i poetyckiego piękna.

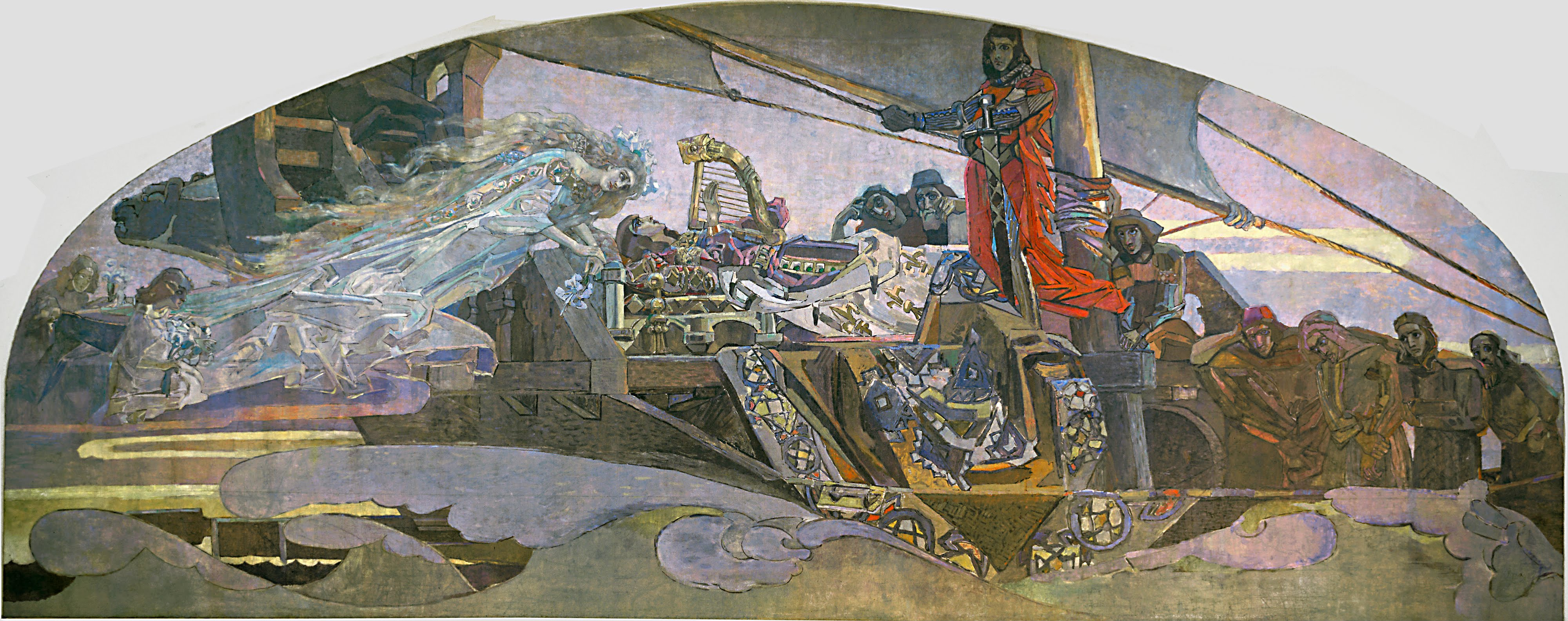
Księżniczka Grioza (1896)

Przełomową szansą dla Wrubla stał się udział w ogólnorosyjskiej wystawie w Niżnym Nowogrodzie, organizowanej z okazji koronacji Mikołaja II. Mamontow, nadzorujący departament Rosyjskiej Północy, zauważył, że w sąsiednim pawilonie departamentu sztuki pozostają puste dwie duże ściany. Po uzgodnieniu z ministrem finansów postanowiono przeznaczyć to miejsce na panneau o wymiarach 20×5 m. Zamówienie powierzono Wrublowi.
W tym czasie artysta intensywnie pracował nad wystrojem rezydencji Morozowa w Moskwie. Skala nowego zlecenia (100 m²) oraz krótki termin realizacji (zaledwie trzy miesiące) mogły zniechęcać, jednak Wrubel podjął się wyzwania. Na jednej ze ścian postanowił przedstawić scenę z byliny Mikuła Sielaninowicz – jako symbol potęgi ziemi rosyjskiej. Na drugiej – Księżniczkę Griozę, inspirowaną dramatem Daleka księżniczka Edmonda Rostanda – jako wyraz marzeń artystów o pięknie.
Tak wielkie przedsięwzięcie wymagało kooperacji. Pracę nad kompozycją Mikuły w Niżnym Nowogrodzie rozpoczął Timofiej Safonow, korzystając ze szkicu przesłanego przez Wrubla. Fryz panneau zaprojektował i wykonał Andriej Karielin.
5 marca 1896 roku akademik Aleksandr Benois poinformował kierownictwo akademii, że w powierzonej mu przestrzeni prowadzone są nieuzgodnione działania artystyczne. Zażądał od Wrubla szkiców planowanych panneau. 25 kwietnia, tuż po przybyciu artysty do Niżnego Nowogrodu, do Petersburga wysłano telegram, w którym określono panneau Wrubla jako „monstrualne” i wezwano do ich usunięcia do czasu wydania ostatecznej decyzji jurorów.
3 maja komisja w składzie Władimira Bieklemiszewa, Konstantina Sawickiego, Pawła Briułłowa oraz innych członków zakazała wystawienia prac Wrubla. Mamontow, mimo decyzji komisji, wezwał artystę do kontynuowania pracy i udał się do Petersburga w celu interwencji. W międzyczasie pojawiły się trudności z przeniesieniem Mikuły Sielaninowicza na płótno – Wrubel uznał, że nie udało mu się zachować właściwych proporcji postaci, dlatego zaczął malować nową wersję bezpośrednio z rusztowania. Mamontow próbował zwołać nowe jury w Petersburgu, lecz spotkał się z odmową. 22 maja panneau Wrubla zostały usunięte z pawilonu, a sam artysta opuścił wystawę.

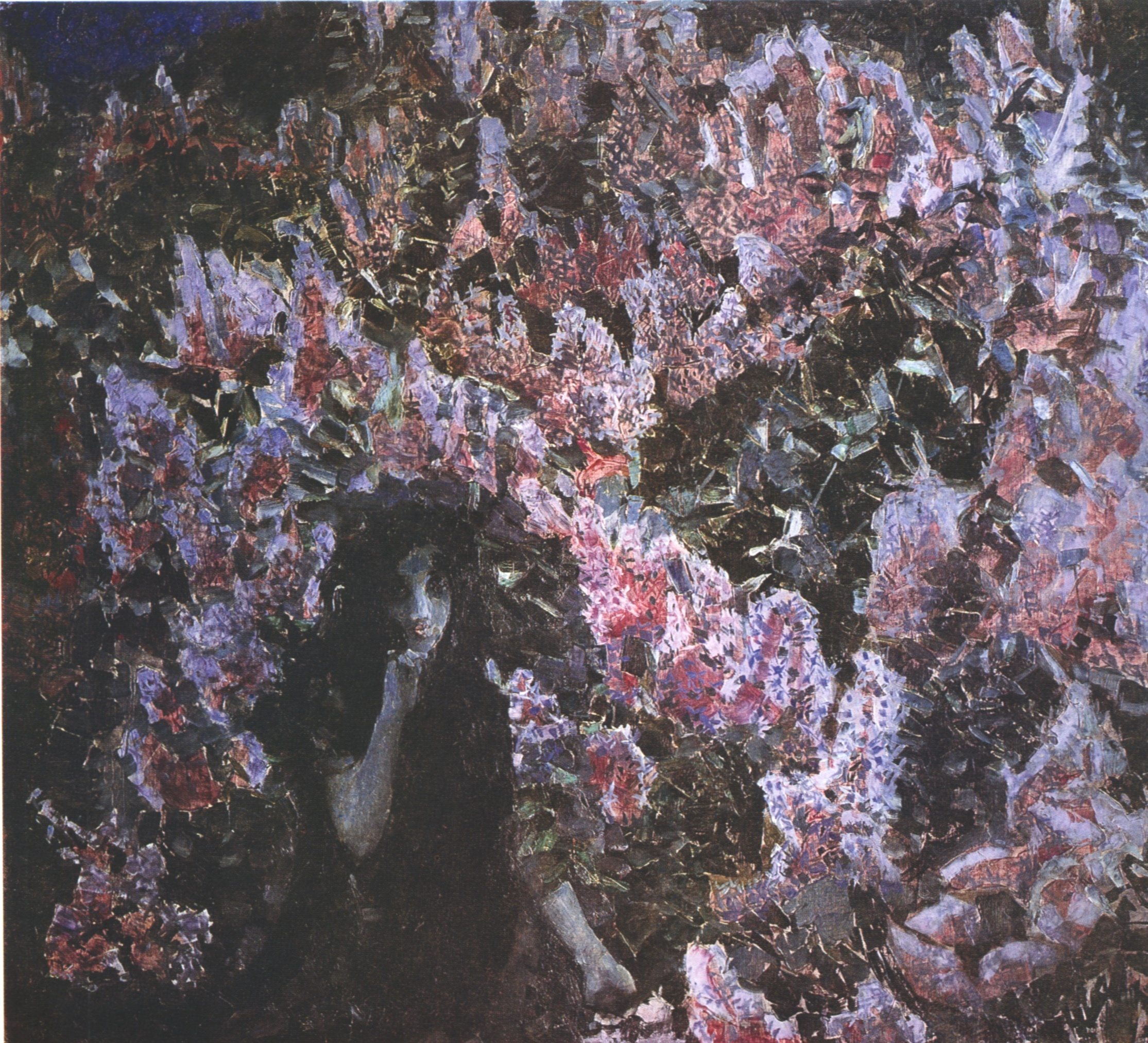
Bez (1900)

Mimo to Wrubel nie poniósł strat finansowych – Mamontow wykupił oba panneau za 5000 rubli i powierzył ich dokończenie Wasilijewowi Polenowowi oraz Korowinowi. Płótna, po zrolowaniu, odesłano do Moskwy, gdzie Polenow i Korowin pracowali nad Mikułą Sielaninowiczem, podczas gdy Wrubel kontynuował malowanie Księżniczki Griozy w stodole warsztatów w Abramcewie. Gotowe obrazy powróciły do Niżnego Nowogrodu dopiero przed wizytą pary cesarskiej, zaplanowaną na 15–17 lipca 1896 roku. Oprócz monumentalnych panneau ekspozycja Wrubla obejmowała także Głowę Demona, Sąd Parysa, Głowę olbrzyma i Portret Arcybuszewa.
W późniejszych latach, podczas budowy hotelu Metropol w Moskwie, jeden z frontonów od strony ulicy Nieglinnej ozdobiono majolikowym panneau przedstawiającym Księżniczkę Griozę. Dzieło powstało w warsztatach abramcewskich na zamówienie Mamontowa .
W trakcie wystawy Wrubel wyjechał do Europy w sprawach prywatnych, a jego reprezentacją w Niżnym Nowogrodzie zajął się osobiście Mamontow. Wzniósł on specjalny pawilon o wymownej nazwie: „Wystawa dekoracyjnych panneau malarza M.A. Wrubla, odrzuconych przez jury Cesarskiej Akademii Sztuk”, choć wkrótce nakazano zamalować drugą część tytułu.
Obecność prac Wrubla na wystawie wzbudziła w prasie falę polemik. Dyskusję zapoczątkował Nikołaj Garin-Michajłowski artykułem Artysta i jury, w którym po raz pierwszy podjęto wyważoną analizę twórczości Wrubla. Zupełnie odmienne stanowisko zajął Maksim Gorki, który ostro krytykował artystę w prasie. Drwił z Mikuły Sielaninowicza, porównując go do czarnoksiężnika Czernomora z Rusłana i Ludmiły, a Księżniczkę Griozę określił jako karykaturalne wynaturzenie bohaterki dramatu Rostanda. W serii pięciu artykułów Gorki zarzucał Wrublowi ubóstwo ducha i brak wyobraźni.
Reakcja władz na twórczość Wrubla znalazła odzwierciedlenie w anegdocie przytoczonej przez Korowina. Podczas wystawy Diagilewa w Akademii Sztuk Pięknych cesarz Mikołaj II, podziwiając obraz Bez, stwierdził, że bardzo mu się podoba. Wielki książę Włodzimierz Romanow skrytykował dzieło, określając je jako przejaw dekadentyzmu, jednak cesarz pozostał przy swoim zdaniu i zapytał o nazwisko autora. Gdy dowiedział się, że to Wrubel, zwrócił się do hrabiego Iwana Tołstoja, wiceprezesa akademii, z pytaniem: To ten sam, którego „stracono” w Niżnym?

### Małżeństwo i twórczość w latach 1896–1902

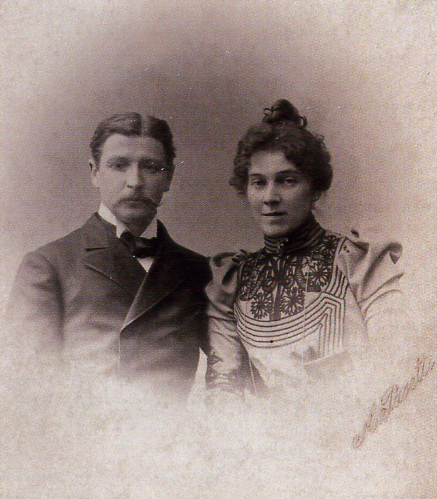
Małżeństwo Wrubelów (1896)

Na początku 1896 roku Wrubel odwiedził Mamontowa w Petersburgu, gdzie miała odbyć się premiera opery baśniowej Jaś i Małgosia Engelberta Humperdincka. Mamontow aktywnie zaangażował się w przygotowania – nie tylko przetłumaczył libretto, lecz także pełnił rolę impresaria, finansując angaż aktorów z Teatru Panajewa, w tym solistki Tatjany Lubatowicz. Początkowo scenografię i kostiumy miał zaprojektować Korowin, jednak ze względu na jego chorobę zlecenie powierzono Wrublowi. Podczas jednej z prób artysta poznał swoją przyszłą żonę, Nadieżdę Zabiełą, odtwórczynię roli Małgosi.
Spotkanie miało dla niej zaskakujący przebieg – gdy stała za kulisami, nagle podbiegł Wrubel, ujął jej dłoń i z entuzjazmem pochwalił jej głos. Jego ekspresyjna natura wprawiła Zabiełę w osłupienie, jednak Lubatowicz szybko wyjaśniła sytuację, przedstawiając artystę i dodając na boku, że choć bywa bardzo ekspansywny, jest człowiekiem zupełnie przyzwoitym. Wrubel oświadczył się Zabiełej niemal natychmiast po ich pierwszym spotkaniu. Później wyznał siostrze, że gdyby spotkał się z odmową, natychmiast popełniłby samobójstwo.
Znajomość Wrubla z krewnymi Zabieły nie układała się najlepiej. Oprócz różnicy wieku – on miał 40 lat, ona 28 – przyszła żona artysty była świadoma jego skłonności do alkoholu oraz nieregularnych i przypadkowych zarobków. Mimo to 28 lipca 1896 roku para wzięła ślub. Ceremonia odbyła się w Soborze Podwyższenia Krzyża Pańskiego w Genewie, dokąd nowożeńcy udali się pieszo z powodu braku pieniędzy. Miesiąc miodowy spędzili w pensjonacie w Lucernie, gdzie Wrubel kontynuował pracę nad panneau dla gotyckiego biura przedsiębiorcy Aleksieja Morozowa.
Jesienią 1896 roku Zabieła-Wrubel otrzymała angaż w Operze Charkowskiej, jednak sam artysta nie znalazł tam zatrudnienia i zmuszony był utrzymywać się na koszt żony. Sytuacja ta skłoniła go do zajęcia się malarstwem teatralnym oraz projektowaniem kostiumów. Według relacji współczesnych zaczął osobiście przygotowywać żonę do występów, przerabiając jej sceniczne stroje – między innymi kostium Tatiany z opery Eugeniusz Oniegin.
Zdaniem Dmitrijewej to właśnie w ostatnich latach XIX wieku Wrubel stworzył swoje najlepsze moskiewskie dzieła, co miało być zasługą Zabieły oraz jej pasji do twórczości Nikołaja Rimskiego-Korsakowa. Małżeństwo poznało kompozytora w 1898 roku, gdy Zabieła dołączyła do zespołu Rosyjskiej Opery Prywatnej Mamontowa, która wznowiła regularne sezony moskiewskie. Sama śpiewaczka wspominała, że Wrubel słuchał opery Sadko, w której wykonywała partię księżniczki Wołchowy, co najmniej dziewięćdziesiąt razy. Gdy zapytano go, czy nie ma dość, odparł: Mogę słuchać orkiestry bez końca, zwłaszcza morza. Za każdym razem odnajduję w nim nowy urok, dostrzegam jakieś fantastyczne tony.

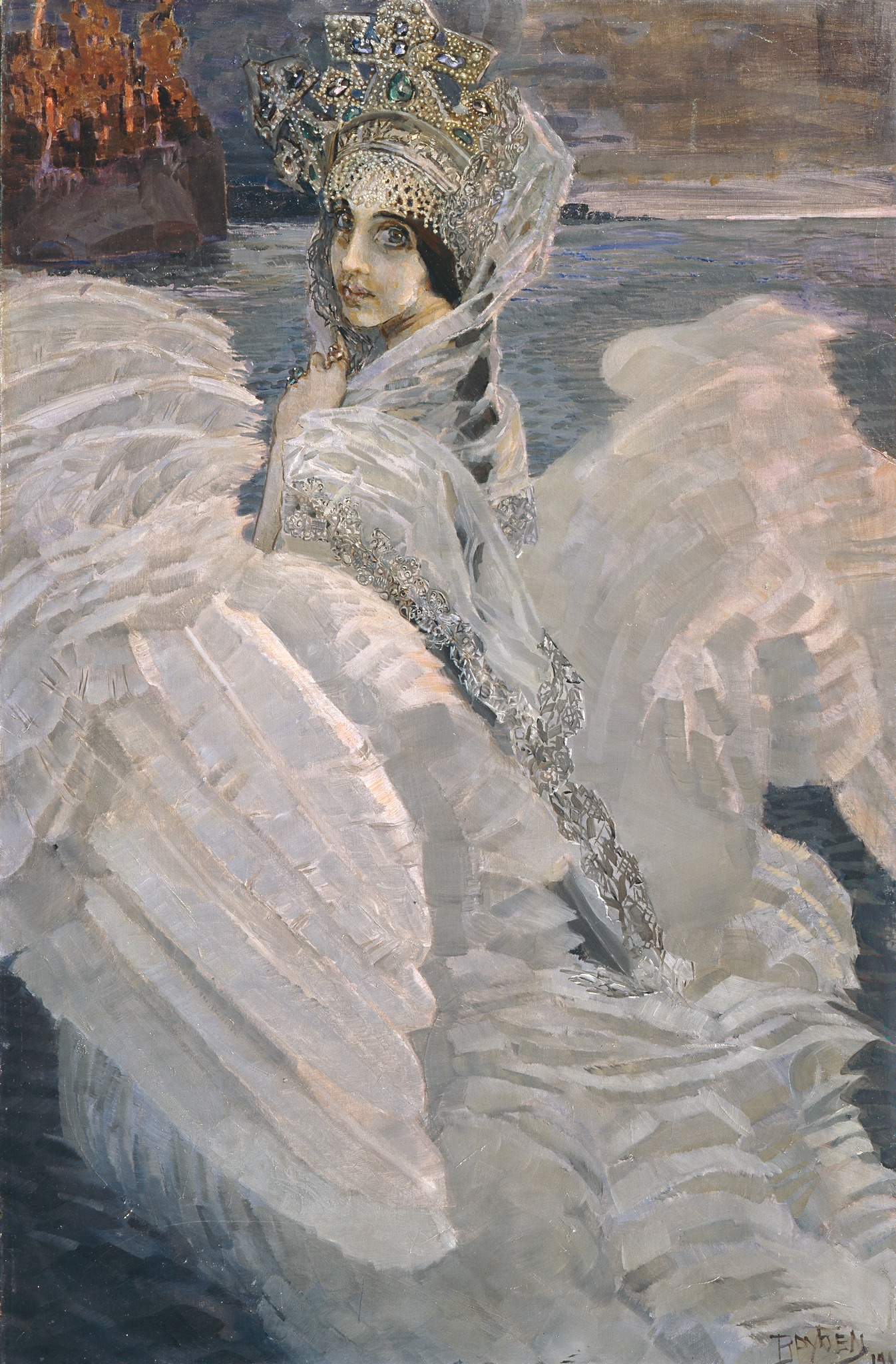
Księżniczka Łabędź (1900)

W styczniu 1898 roku Riepin, podczas pobytu w Petersburgu, poradził Wrublowi, by ten nie niszczył swojego nowego panneau Poranek, którego klient nie zaakceptował, lecz spróbował zaprezentować je na wystawie. W efekcie dzieło znalazło się na ekspozycji zorganizowanej przez Diagilewa w muzeum szkoły Alexandra von Stieglitza, gdzie eksponowano prace artystów rosyjskich i fińskich.
Latem 1898 roku Wrubel przebywał na Ukrainie. To właśnie wtedy pojawiły się pierwsze objawy choroby, która miała go dręczyć w kolejnych latach. Malarz cierpiał na coraz silniejsze migreny, zmuszające go do przyjmowania dużych dawek fenacetyny – według jego szwagierki nawet do 25 granów lub więcej. Stawał się również coraz bardziej drażliwy, zwłaszcza gdy ktoś nie podzielał jego opinii na temat dzieł sztuki.
Pod koniec XIX wieku Wrubel coraz częściej sięgał po motywy mitologiczne i baśniowe. Wśród jego ówczesnych prac wyróżniały się Bohater, Pan i Księżniczka Łabędź. Postać Pana artysta namalował w ciągu jednego dnia podczas pobytu w posiadłości Tieniszewej w Tałaszkinie. Wykorzystał do tego płótno, na którym pierwotnie zamierzał stworzyć portret swojej żony. Inspiracją do powstania obrazu była nowela Anatole'a France’a Święty satyr. Wystawienie Bohatera u Diagilewa okazało się niezwykle trudne, nawet pomimo wcześniejszego zainteresowania dziełem ze strony Moskiewskiego Towarzystwa Artystów.
Często błędnie zakłada się, że Wrubel namalował Księżniczkę Łabędź po premierze opery Bajka o carze Sałtanie Rimskiego-Korsakowa. W rzeczywistości obraz ukończył wiosną 1900 roku, podczas gdy próby do inscenizacji rozpoczęły się dopiero jesienią tego samego roku, a premiera miała miejsce 21 grudnia. Opinie krytyków na temat obrazu były podzielone – nie wszyscy gotowi byli uznać go za arcydzieło. Dmitrijewa dostrzegała w dziele pewien niepokój i zauważyła, że właśnie ta aura tajemnicy sprawiła, iż obraz zachwycał Aleksandra Błoka. Poeta opisywał Księżniczkę Łabędź jako postać, która w gęstniejącym zmierzchu odpływa w ciemność, rzucając ostatnie, pełne melancholii spojrzenie. Księżniczka na obrazie nie przypomina żony Wrubla, postać ma zupełnie inną twarz, choć Zabieła wykonywała tę rolę w Bajce o carze Sałtanie. Nikołaj Prachow dostrzegał w rysach Łabędzi podobieństwo do swojej siostry, jednak najprawdopodobniej artysta stworzył postać będącą połączeniem różnych cech, wśród których znalazły się też rysy Prachowej – dawnego obiektu uwielbienia Wrubla, Zabieły, a także innych osób.
Latem 1900 roku Wrubel otrzymał wiadomość o przyznaniu mu złotego medalu na Wystawie Światowej w Paryżu – za kominek Wolga Swiatosławicz i Mikula Sielaninowicz. W tym samym roku Grand Prix zdobył Sierow, a złote medale otrzymali Korowin i Filipp Malawin. Dzieła Wrubla – głównie użytkowe przedmioty ceramiczne i majoliki – były prezentowane w Pawilonie Rzemiosła Artystycznego. Później artysta jeszcze cztery razy wykonał projekt nagrodzonego kominka i tylko jeden z nich, znajdujący się w Domu Bażanowa, był używany zgodnie ze swoim przeznaczeniem. W tym samym czasie Wrubel został zaproszony do pracy jako artysta w Dulowskiej Fabryce Porcelany. Jego najbardziej znane dzieło w dziedzinie zdobienia porcelany to półmisek Sadko .

### Demon pokonany

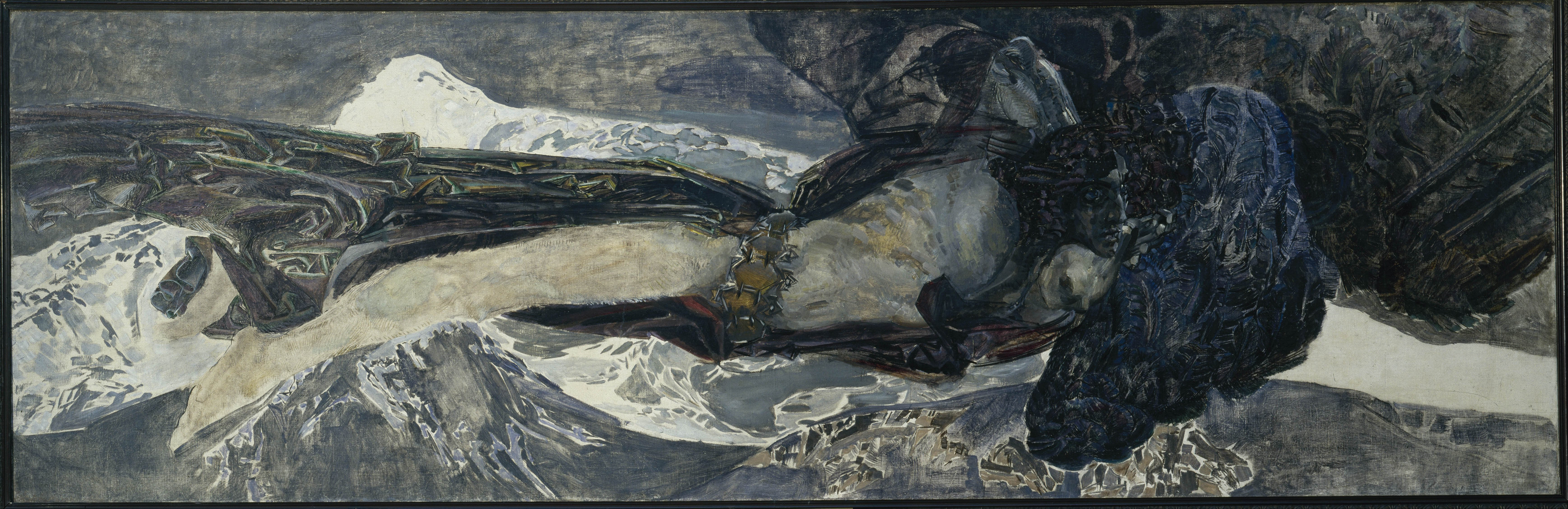
Demon lecący (1899)

Temat Demona, po niemal dziesięcioletniej przerwie, pojawił się w korespondencji Wrubla z Rimskim-Korsakowem pod koniec 1898 roku. Od 1899 roku artysta wahał się między dwoma wizjami: Demonem lecącym i Demonem pokonanym. Początkowo skłaniał się ku pierwszej, jednak nigdy nie ukończył obrazu. Motyw lermontowskiego Demona przeplatał się w jego twórczości z tematyką wiersza Puszkina Prorok, do którego Wrubel stworzył zarówno obraz, jak i kilka ilustracji.

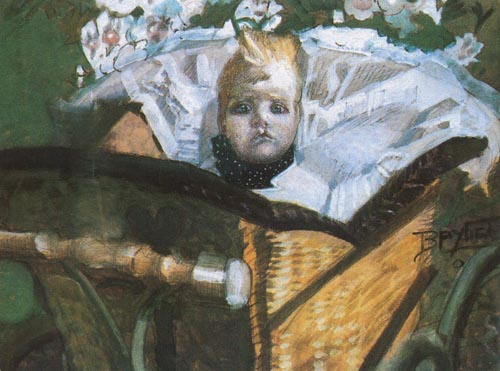
Portret Sawwy Wrubla (1902)

1 września 1901 roku Zabieła-Wrubel urodziła syna, któremu nadano imię Sawwa. Chłopiec był silny i dobrze zbudowany, jednak urodził się z charakterystyczną wadą – rozszczepem wargi. Siostra Zabieły, Jekatierina Gay, wspominała, że Wrubel miał tak specyficzne poczucie estetyki, iż potrafił dostrzegać piękno nawet w pewnej niedoskonałości, a dziecko – mimo tej wady – było tak urocze, z ogromnymi, błękitnymi, pełnymi wyrazu oczami, że po chwili przestawało się zwracać uwagę na jego wargę. W szczytowym okresie pracy nad Demonem artysta namalował duży akwarelowy portret swojego sześciomiesięcznego syna w wózku. Historyk sztuki Nikołaj Tarabukin napisał o nim: Przestraszona i pełna smutku twarz maleńkiego stworzenia, które niczym meteor przemknęło przez ten świat, jest niezwykle wyrazista i emanuje jakąś przedziwną, nie dziecięcą mądrością. W jego oczach zdaje się być zapisane prorocze przeczucie tragicznej krótkotrwałości jego losu.
Narodziny syna wstrząsnęły życiem rodzinnym malarza. Zabieła-Wrubel zrezygnowała z wynajęcia mamki i postanowiła na pewien czas opuścić scenę, aby w pełni poświęcić się opiece nad dzieckiem. Utrzymanie żony i syna w całości spoczęło na barkach męża. Już od września–października 1901 roku zaczynał stopniowo popadać w depresję, jednocześnie wydłużając godziny pracy. W listopadzie praca nad Demonem pokonanym nabrała wręcz obsesyjnego charakteru. Biograf Wrubla i malarz, Stiepan Jaremicz, pisał, że artysta pracował w niewyobrażalnym napięciu. Spędzał przy sztalugach po czternaście godzin i więcej na dobę, zamiast zwyczajowych trzech czy czterech, przy sztucznym oświetleniu, nie wychodząc z pracowni i ledwie odrywając się od płótna. Raz dziennie zakładał płaszcz, uchylał okno i przez kwadrans oddychał zimnym powietrzem, traktując to jako swój spacer. Całkowicie pochłonięty pracą, stał się drażliwy na wszelkie zakłócenia, unikał gości i ledwie rozmawiał z bliskimi. Demon wielokrotnie był już niemal ukończony, ale Wrubel nieustannie go przemalowywał.

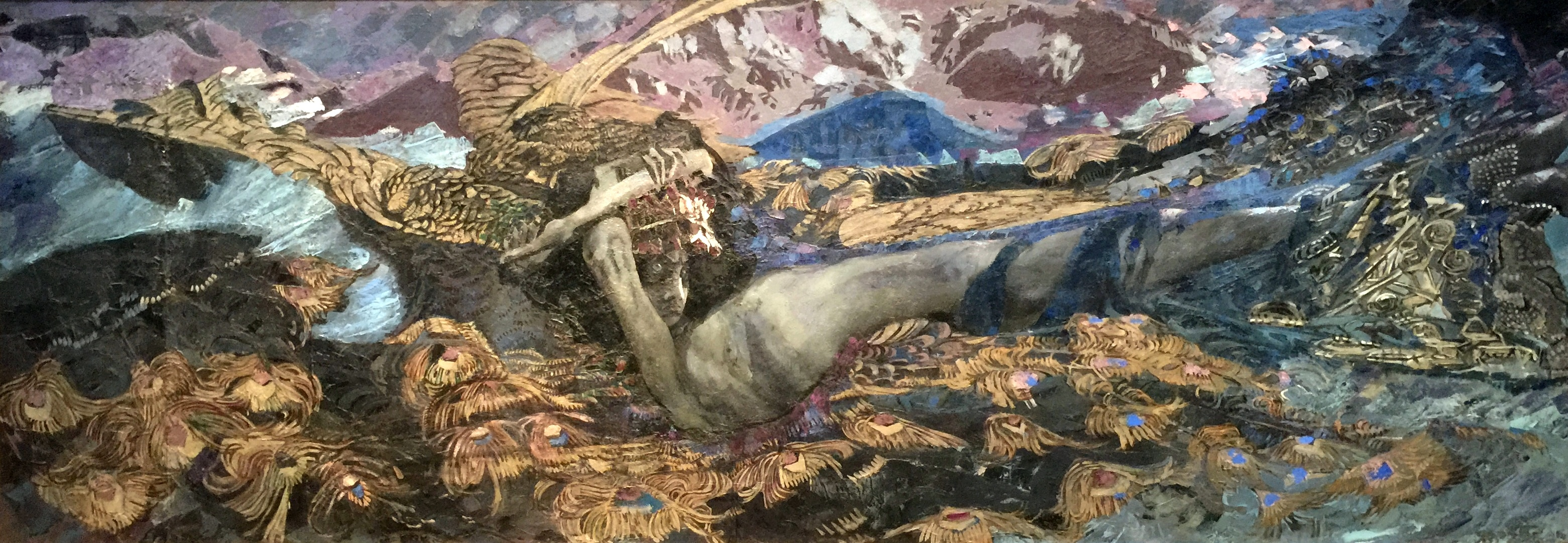
Demon pokonany (1902)

Zdaniem Dmitrijewej Demon pokonany nie jest najlepszym dziełem Wrubla. Obraz robi efektowne wrażenie. Był jeszcze bardziej spektakularny w momencie powstania, gdy różowa korona lśniła, a pawie pióra migotały i połyskiwały. Już po kilku latach barwy zaczęły ciemnieć i matowieć, aż w końcu niemal całkowicie sczerniały. Ta przesadna dekoracyjność odebrała obrazowi jego prawdziwą głębię. W dążeniu do oszołomienia widza artysta, który utracił już wewnętrzną równowagę, zdradził swój „kult głębokiej natury” – i Demon pokonany, bardziej niż jakiekolwiek inne jego dzieło, wpisuje się w estetykę modernizmu.
Stan psychiczny malarza stale się pogarszał. Pojawiła się chroniczna bezsenność, narastało pobudzenie, Wrubel stawał się coraz bardziej pewny siebie i gadatliwy. 2 lutego 1902 roku, dzień przed zamknięciem wystawy Grupy 36, odbyła się nieudana prezentacja Demona pokonanego w Moskwie. Artysta liczył, że obraz zostanie zakupiony dla Galerii Tretiakowskiej, lecz tak się nie stało. Dodatkowym ciosem była dla niego wiadomość o samobójstwie malarza Aleksandra Rizzoniego, wywołanym ostrą krytyką na łamach czasopisma Mir iskusstwa.
Obraz przewieziono do Petersburga, gdzie Wrubel nieustannie go przemalowywał, czym – zdaniem jego przyjaciół – tylko go niszczył. Narastające pobudzenie skłoniło bliskich do zabrania artysty do znanego psychiatry Władimira Biechtieriewa, który postawił diagnozę: nieuleczalny postępujący paraliż, (we współczernej terminologii – trzeciorzędowa kiła). Malarzowi nie przekazano tej informacji i pozwolono mu wyjechać do Moskwy.
Tam jego stan jeszcze się pogorszył, mimo że Demon pokonany został sprzedany za 3000 rubli znanemu kolekcjonerowi Władimirowi von Meckowi. Z listów Zabieły-Wrubel do Rimskiego-Korsakowa wynika, że malarz popadł w ciąg alkoholowy, trwonił pieniądze i łatwo wpadał w gniew. Nie mogąc znieść jego zachowania, Zabieła próbowała uciec z synem do krewnych w Riazaniu, lecz artysta udał się za nimi. Na początku kwietnia, w stanie ostrego zaburzenia psychicznego, Wrubel został hospitalizowany w prywatnej klinice Fiodora Sawieja-Mohilewicza.

## Choroba (1903–1910)

### Pierwszy kryzys
Szaleństwo Wrubla wzbudziło zainteresowanie prasy. Tradycyjnie komentarze były nieprzychylne – w czerwcu 1902 roku gazeta Russkij listok opublikowała artykuł Chorzy psychicznie dekadenci. Wkrótce zaczęły pojawiać się głosy środowiska artystycznego, w których Demon pokonany określano jako dzieło zawierające wszystkie cechy prawdziwej sztuki. Swój stosunek do Wrubla zmienił nawet Benois, który dodał do swojego opracowania Historia malarstwa rosyjskiego XIX wieku emocjonalny fragment o „prawdziwej poetyczności” jego twórczości.
W tym samym czasie Benois i Diagilew postanowili udowodnić, że Wrubel pozostaje w pełni władz umysłowych, organizując w listopadzie 1902 roku wystawę 36 jego prac, w tym wszystkich trzech malarskich wersji Demona. Wydarzenie to zmieniło podejście krytyków i publiczności do dorobku artysty, choć niewielu wierzyło, że kiedykolwiek wróci on do sztuki. Artykuły w czasopiśmie Mir iskusstwa zaczęły podsumowywać jego twórczość w czasie przeszłym – „on był”.
Stan Wrubla od kwietnia do sierpnia 1902 roku był tak ciężki, że nie pozwalano mu nawet na kontakty z żoną i siostrą. Był agresywny, wymagał nieustannego nadzoru. W momentach przejściowej świadomości potrafił mówić logicznie, a nawet próbował rysować, jednak jego szpitalne szkice określano jako „prymitywną pornografię”. Nie ustępowała także jego mania wielkości. Jednym z objawów choroby była obsesja na punkcie ubrań – rozdzierał je na strzępy, łącznie z bielizną. We wrześniu nastąpiła niewielka poprawa – przestał być agresywny, zaprzestał rysowania i stał się uprzejmy. W związku z tym zdecydowano o jego przeniesieniu do kliniki Władimira Serbskiego przy Uniwersytecie Moskiewskim.
Tam jego stan nieco się ustabilizował, choć wciąż nie pozwalano mu na widzenia. Zaczął jednak pisać listy do żony, utrzymane głównie w tonie samoponiżenia. Serbski potwierdził diagnozę Biechtieriewa – postępujący paraliż w wyniku zakażenia kiłą, do którego miało dojść jeszcze w 1892 roku. Po zastosowaniu leczenia rtęcią i środkami uspokajającymi jego zachowanie stało się bardziej przewidywalne, dzięki czemu mógł zacząć przyjmować wizyty, m.in. od von Mecka i Konczałowskiego. Jednak unikał rozmów o sztuce, był przygnębiony i wycofany. Przyszłość rysowała się ponuro – lekarze przewidywali jedynie dalszą fizyczną i psychiczną degradację.

### Śmierć syna i drugi kryzys

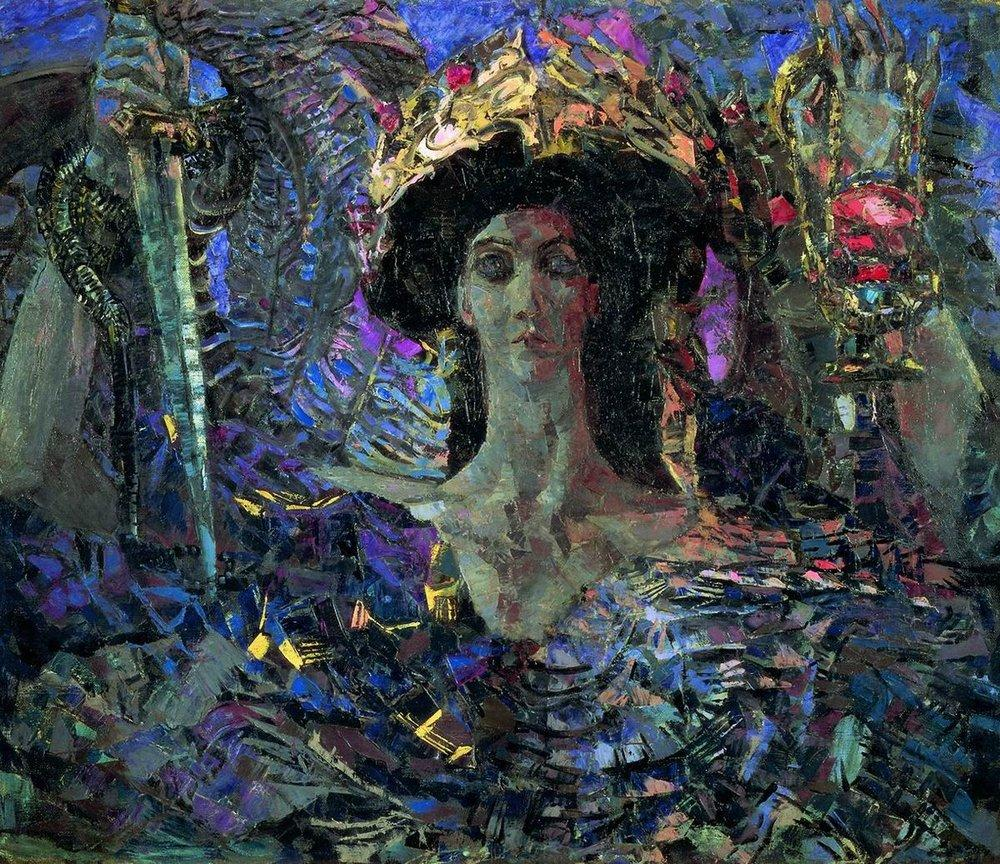
Azrael (1904)

W lutym 1903 roku Wrubel został wypisany z kliniki. Był osowiały i rozkojarzony, a wszelkie próby powrotu do malarstwa kończyły się niepowodzeniem. Lekarze zalecili wyjazd na Krym, jednak jego apatia szybko przekształciła się w głęboką depresję, dlatego w kwietniu wrócił do Moskwy. Von Meck zaproponował Wrubelom spędzenie lata w jego posiadłości na Ukrainie. Pomysł ten ożywił artystę i przypadł do gustu jego żonie. Tuż przed wyjazdem zachorował dwuletni syn Sawwa, który już zaczynał mówić. W Kijowie jego stan gwałtownie się pogorszył i 3 maja dziecko zmarło. Wrubel natychmiast zajął się organizacją pogrzebu, próbował zachować pogodę ducha i wspierać żonę, która nie wypowiedziała ani słowa. Chłopiec został pochowany na Górze Bajkowej (jego grób nie zachował się). Po stracie jedynego dziecka małżonkowie mimo wszystko udali się do von Mecka, jednak wyraźnie nie wiedzieli, co dalej zrobić ze swoim życiem. Pobyt w majątku tylko pogorszył stan psychiczny Wrubla. Po tygodniu oświadczył stanowczo: Zabierzcie mnie gdziekolwiek, bo narobię wam kłopotu. Bał się jednak kliniki przy monasterze św. Cyryla.
Ostatecznie przewieziono go do Rygi – najpierw do Szpitala Rotenberg, gdzie opiekował się nim doktor Theodor Tiling, a następnie, zgodnie z jego zaleceniami, do sanatorium dla chorych psychicznie Atgāzene, prowadzonego przez Maksa Schönfeldta. Artysta pogrążył się w głębokiej depresji i próbował się zagłodzić. Tym razem jego objawy były odwrotne niż wcześniej – zamiast manii wielkości pojawiły się urojenia samoponiżenia i halucynacje. Mimo to lekarz prowadzący nie zgadzał się z diagnozą Biechtieriewa i Serbskiego – uważał, że Wrubel jako wrażliwa, artystyczna dusza popadł w melancholię i powinien dalej pracować. Wrubel podjął więc próbę powrotu do malarstwa, przekształcając swoje dawne dzieło Wielkanocny dzwon w nowe – Azrael.

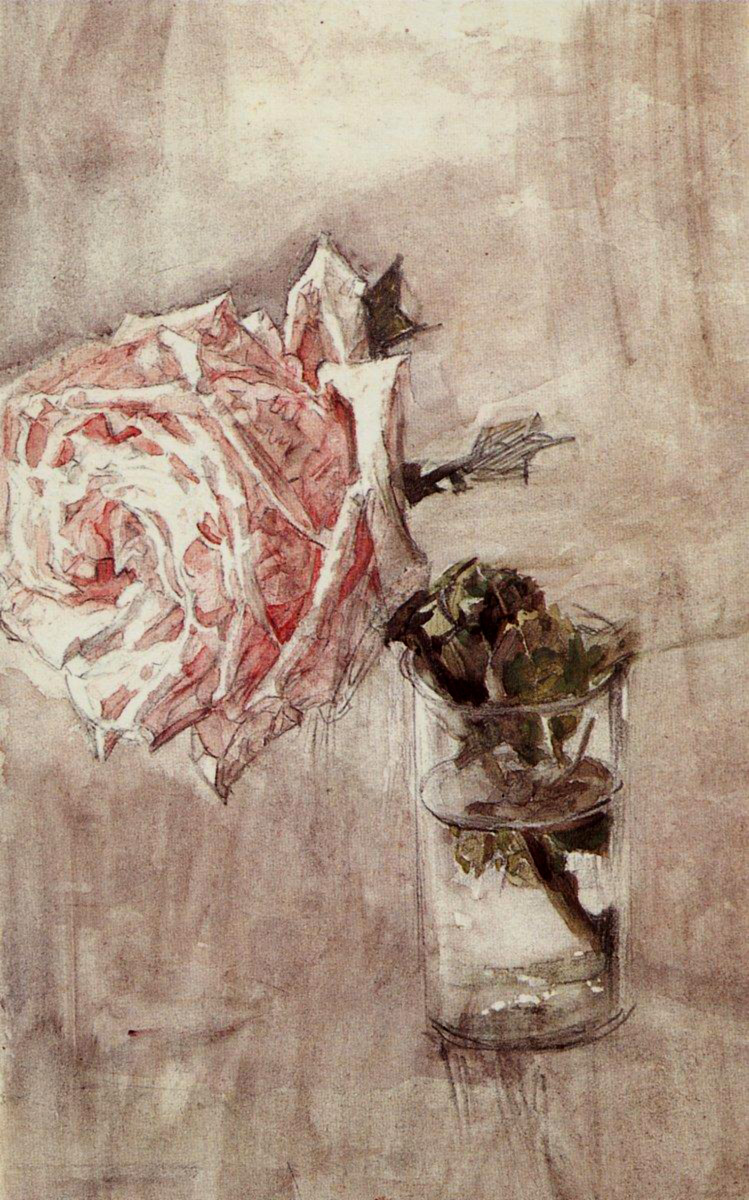
Róża w szklance (1904)

Zabieła pisała do siostry malarza, że ten prawie nie sypia, wciąż na nowo poprawia twarz na obrazie i nigdy nie będzie z niej zadowolony. Praca nie przyniosła artyście poprawy. W dodatku tak osłabł, że musiano wozić go na wózku inwalidzkim, a wiosenne przeziębienie przerodziło się w ciężkie zapalenie stawów. Bliscy obawiali się, że nie przeżyje tej wiosny. Jednak przetrwał do lata, dlatego 9 lipca 1904 roku, zgodnie z zaleceniami Serbskiego, przewieziono go do sanatoryjnej kliniki Fiodora Usolcewa w Parku Pietrowskim.

### Rehabilitacja w klinice Usolcewa
Usolcew postawił Wrublowi diagnozę wiąd rdzenia – według niego krętek blady zaatakował rdzeń kręgowy, a nie mózg. Halucynacje i głosy uznał za objawy psychozy maniakalno-depresyjnej, charakterystycznej dla artystów.
W klinice Usolcewa Wrubel niemal całkowicie wrócił do zdrowia. Kluczową rolę odegrały nie tylko metody leczenia, ale i obecność żony oraz siostry artysty, które zamieszkały w pobliżu i odwiedzały go codziennie. Czasem pozwalano mu spędzać kilka godzin w domu, by mógł zjeść obiad z Zabiełą-Wrubel. Atmosfera w klinice była wyjątkowa – pacjenci nie byli traktowani jak chorzy. Nie stosowano surowego reżimu, mieszkali w tym samym domu co rodzina lekarza. Organizowano koncerty i spotkania z artystami, a pacjenci brali w nich udział razem z personelem medycznym.
W tym okresie artysta nawiązał kontakt z Pawłem Karpowem, jednym z pierwszych badaczy twórczości osób chorych psychicznie. Usolcew cenił sztukę Wrubla i zachęcał go do twórczości. Wrubel natomiast na jednym z rysunków z tamtego czasu napisał: Dla drogiego i wielce szanownego Fiodora Arsenjewicza od wskrzeszonego Wrubla, wyrażając w ten sposób swoją aprobatę dla terapii doktora. Wiele rysunków z okresu pobytu w klinice przedstawiało w cyklu Bezsenność portrety lekarzy, pielęgniarzy i pacjentów, a także codzienne sceny – grę w karty, szachy, fragmenty wnętrz, proste przedmioty (krzesło, rzucona na fotel suknia, zmięte łóżko, świecznik, Róża w szklance). Artysta czuł potrzebę ponownego studiowania natury – podkreślał, że chce pokornie i pilnie studiować naturę.
Wśród jego prac z okresu leczenia znalazł się także niezakończony Portret Usolcewa na tle ikony – jeden ołówek wystarczył mu, by oddać bogactwo faktury i refleksy światła na ryzie, nie tracąc przy tym wyrazistości twarzy doktora.

### Powrót do Petersburga

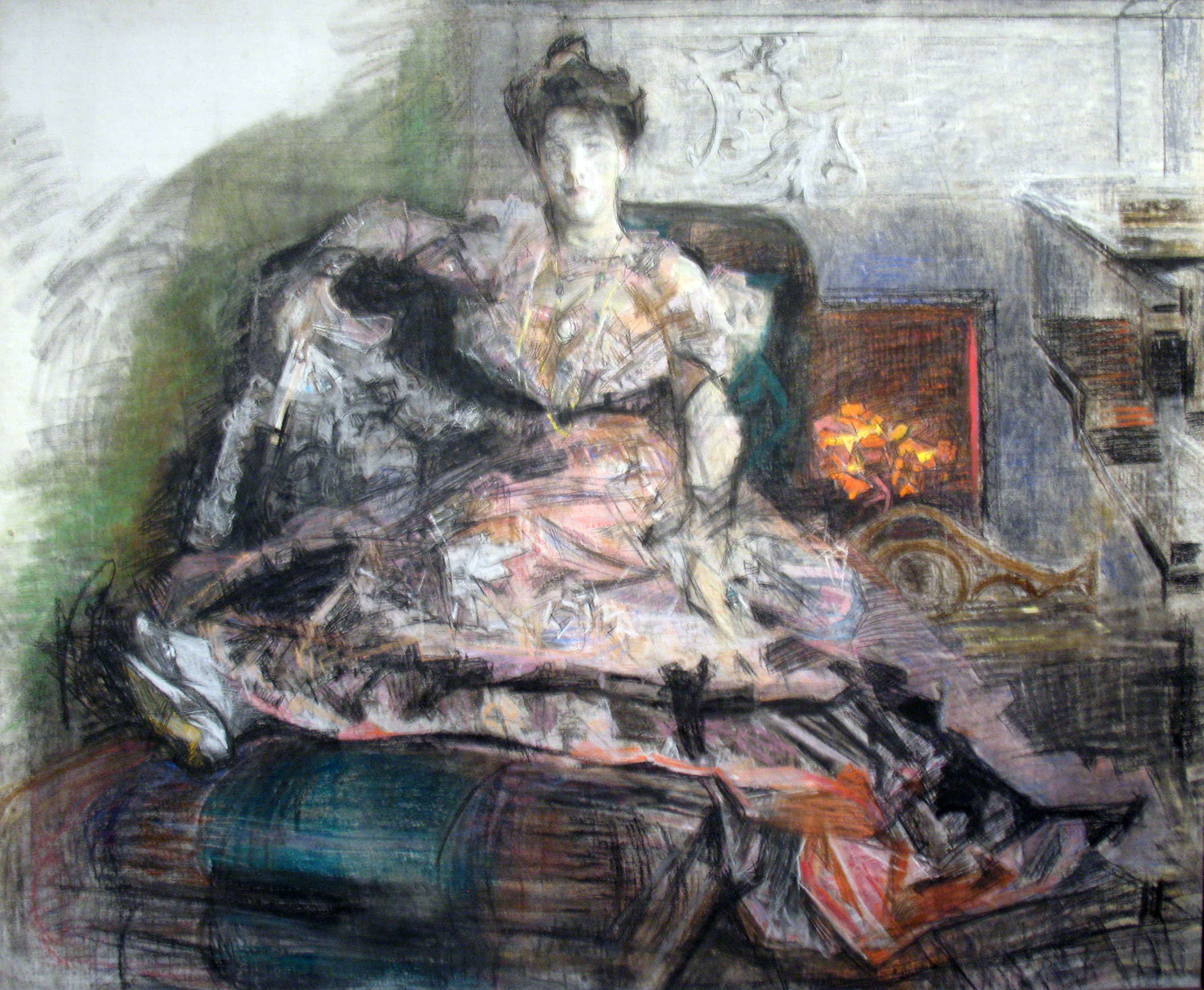
Po koncercie (1905)

Latem 1904 roku Zabieła dostała angaż w Teatrze Maryjskim. Wrubel nie wyobrażał sobie życia bez niej, a Usolcew nie nalegał na dalsze leczenie. W sierpniu małżeństwo przeprowadziło się do Petersburga. Wkrótce okazało się, że głos Zabieły osłabł z powodu stresu, co uniemożliwiło jej dalsze występy operowe. Odnalazła się w kameralnym repertuarze. Wrubel uwiecznił ją w licznych portretach z tego okresu, z których najbardziej znanym jest obraz Po koncercie – monumentalne, dwumetrowe płótno przedstawiające Zabiełę w zaprojektowanej przez niego sukni.
W tym czasie zmieniła się także opinia o artyście. Łączony numer 10–11/1903 czasopisma Mir iskusstwa poświęcił mu specjalne wydanie, zawierające reprodukcje jego dzieł. Wielu krytyków odwołało wcześniejsze negatywne oceny. Gust artystyczny na początku XX wieku uległ zmianie – publiczność zwróciła się ku symbolizmowi i impresjonizmowi, co sprawiło, że emocjonalność i symbolika Wrubla stały się bardziej zrozumiałe i cenione.
W 1905 roku na wystawie Związku Artystów Rosyjskich zaprezentowano jego nową pracę – Perłową muszlę. Wrubel stworzył wiele szkiców do tej kompozycji, starając się, jak w ilustracjach do Lermontowa, osiągnąć „czarno-białą barwność”. Ostatecznie jednak na płótnie pojawiły się postacie morskich księżniczek. W rozmowie z Prachowem tłumaczył, że wcale nie zamierzał malować najad, tylko chciał wiernie oddać układ perłowych refleksów muszli. Jednak dostrzegł te postacie, gdy – po wykonaniu kilku szkiców węglem i ołówkiem – zaczął pracować farbami. Nie wszyscy uznali to za udany zabieg. Dmitrijewa stwierdziła, że umieszczone w Perłowej muszli postacie nie są godne tak magicznej scenerii. Ich kokieteryjne sylwetki przypominają typowe secesyjne dekoracje, a artysta czuł się z nimi nieswojo i nie był z nich zadowolony. Sam Wrubel później widział w nich coś nieprzyzwoitego, jakby pojawiły się wbrew jego woli.
W lutym 1905 roku symptomy psychozy powróciły. Zabieła-Wrubel wezwała doktora Usolcewa, który przyjechał z Moskwy po swojego pacjenta. Wrubel był świadomy swojej choroby i nie stawiał oporu. 6 marca, dzień przed wyjazdem do Moskwy, pożegnał się z bliskimi i odwiedził kilka ważnych dla siebie miejsc – Czistiakowa w Akademii Sztuk Pięknych oraz Teatr Panajewa, w którym po raz pierwszy zobaczył swoją żonę.

### Ostatnia aktywność twórcza
Wrubel był utrzymywany w klinice niemal wyłącznie na koszt żony, co stanowiło dla niej niemałe obciążenie. Miesiąc pobytu u Usolcewa kosztował 100–150 rubli, w porównaniu do dziewięciu w uniwersyteckiej klinice u Serbskiego. Sytuację rozumieli także przełożeni teatralni Zabieły, którzy zatrudnili ją w zespole za pensję wynoszącą 3600 rubli rocznie.
Po hospitalizacji żona doktora, Wiera Usolcewa, pisała do Zabieły-Wrubel, że w stanie artysty nie było zmian. Spał dłużej, przesypiając co drugą noc po pięć godzin, a w ciągu dnia zwykle odpoczywał przez trzy godziny. Jadł regularnie i o stałych porach. Pewnego dnia porwał na strzępy swoje nowe letnie palto i spodnie – najpierw udawał spokojnego, położył się do łóżka i przykrył kołdrą, pod którą zaczął szarpać materiał, aż podarł go na paski. Jego siła fizyczna, niezwykła jak na inteligenta, budziła zdumienie. Listy do niego nie miały sensu, bo nie zwracał na nie uwagi i sam również nic nie pisał. Całkowicie pochłaniało go majaczenie, choć w rozmowach z nim nieustannie przewijała się miłość do żony. Tłumaczył na przykład, że rozdarte ubrania będą dla niej użyteczne, jeśli wszyć w dziury kawałki kolorowego materiału.

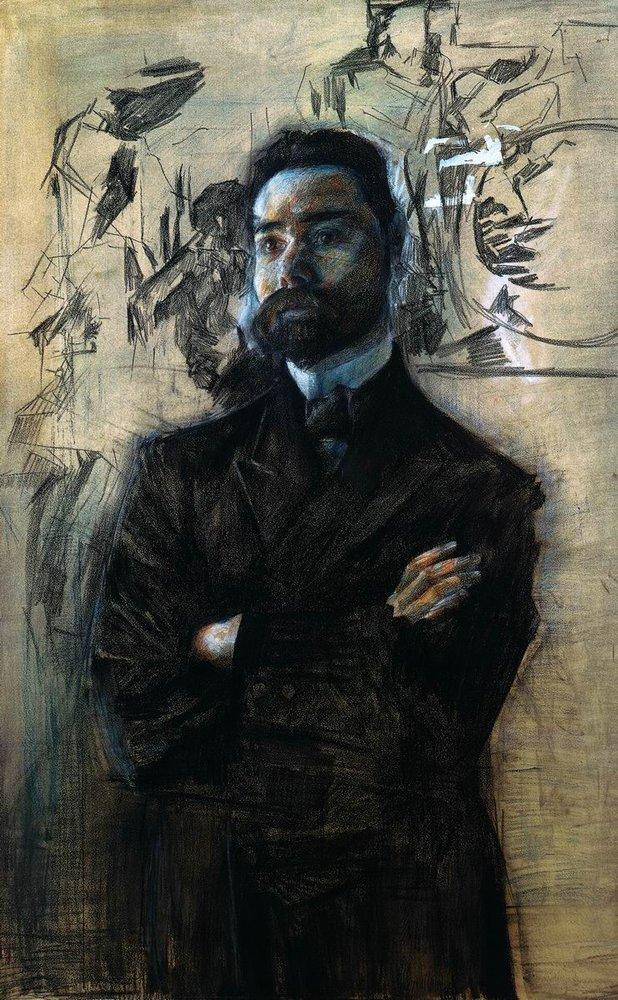
Portret Briusowa (1906)

Dopiero po pół roku Wrubel zaczął w miarę adekwatnie reagować na otoczenie. Jednak jego listy do żony pełne były samoumartwienia i skruchy. Pomimo nękających go „głosów” powrócił do tematu Proroka, zaczął malować sześcioskrzydłego serafina i Wizje Proroka Ezechiela. Obrazu nie udało się ukończyć: na początku 1906 roku jego wzrok zaczął się pogarszać, co potwierdziło diagnozę postępującego paraliżu – ujawnił się zanik nerwu wzrokowego.
Wrubel zyskiwał uznanie – 28 listopada 1905 roku został mianowany akademikiem malarstwa za zasługi na polu sztuki. W tym samym czasie do kliniki przybył Nikołaj Riabuszynski – wydawca czasopisma Złote runo. Redakcja planowała stworzenie galerii portretów wybitnych współczesnych pisarzy, które mieli malować czołowi artyści. Portret Konstantina Balmonta miał namalować Sierow, a wizerunek ideowego przywódcy redakcji i mistrza rosyjskiego symbolizmu, Walerija Briusowa, zamówiono u Wrubla. Riabuszynski natychmiast zakupił jeszcze nie rozpoczęty portret za 300 rubli oraz zapłacił dodatkowe 100 rubli za autoportretowy rysunek Głowa Proroka.
Praca nad Portretem Briusowa była poruszającym doświadczeniem dla pisarza. Według jego wspomnień, gdy Wrubel wszedł do pokoju, jego krok był niepewny i ciężki, jakby wlókł nogi. Wyglądał na wychudzonego, chorego człowieka w brudnej, pogniecionej koszuli. Jego twarz była zaczerwieniona, a oczy miały wyraz drapieżnego ptaka; sterczące włosy, brak brody i ogólny wygląd nadawały mu cechy szaleńca. W jego ruchach dostrzegalne było wyraźne rozstrojenie, jednak w chwili, gdy chwytał węgiel lub ołówek, jego ręka stawała się pewna i precyzyjna. Linie, które kreślił, były bezbłędne. Ciało i umysł się rozpadały, ale mistrz wciąż żył. Podczas pierwszej sesji powstał szkic wstępny. Być może był on nawet bardziej niezwykły pod względem precyzji wykonania, ekspresji twarzy i podobieństwa niż późniejszy, kolorowany kredkami portret. Briusow żałował, że nikt nie pomyślał wtedy o jego sfotografowaniu.
W tym samym czasie Riabuszynski zamówił u Sierowa portret samego Wrubla. Organizacja pracy wyglądała następująco: rano Wrubel rysował Briusowa, a po południu Sierow malował Wrubla. Choć Zabieła obawiała się, czy jej mąż wytrzyma takie obciążenie, Usolcew stanowczo twierdził, że jako artysta był zdrowy i w pełni sił. 1 lutego 1906 roku Wrubel otrzymał gratulacje z okazji wydania pierwszego numeru Złotego runa, który otwierał wiersz Briusowa M.A. Wrublowi. Jednak już 12 lutego w liście do żony skarżył się, że nie może ani czytać, ani rysować. Kilka dni później całkowicie stracił wzrok.

### Ostatnie lata i śmierć

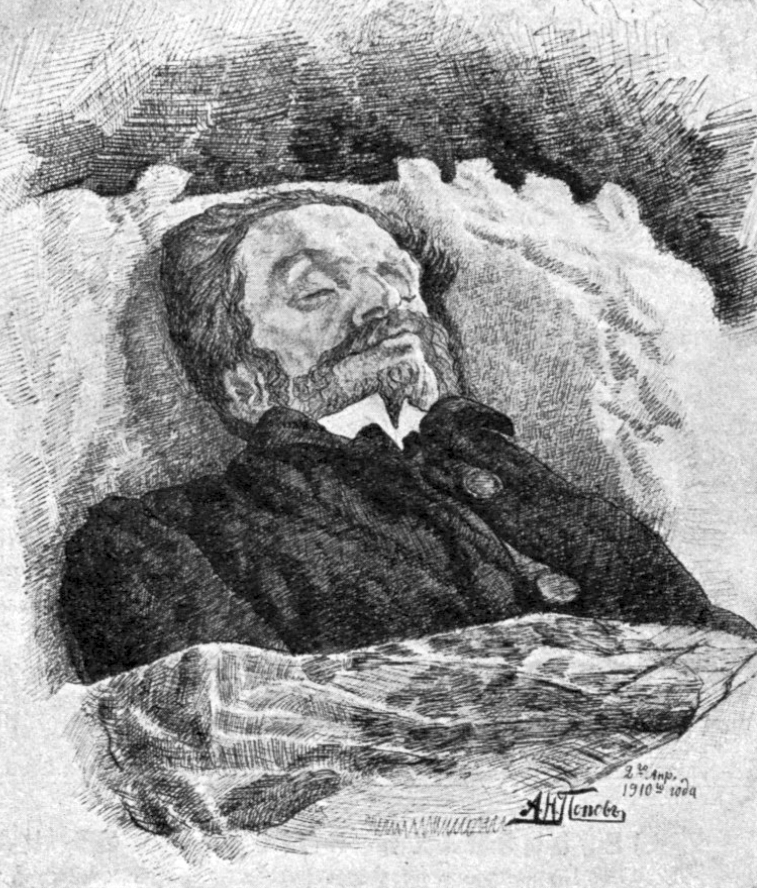
Aleksandr Popow Ostatni portret Wrubla (1910)

Na początku lutego 1906 roku do Wrubla przyjechała jego siostra. To właśnie ona miała stać się jego główną opiekunką i przewodniczką. Po konsultacji z doktorem zapadła decyzja o przewiezieniu artysty do Petersburga. Nie wymagał on leczenia, lecz troskliwej opieki i obecności bliskich. Siostra i żona Wrubla zamieszkały w jednym mieszkaniu, a samego artystę umieszczono w renomowanej klinice, gdzie obchodził swoje pięćdziesiąte urodziny. Klinika znajdowała się jednak daleko od domu (ul. Piesocznaja 9), a panujące tam surowe reguły okazały się zbyt uciążliwe. Ostatecznie malarza przeniesiono do szpitala Adolfa Bariego przy piątej linii Wyspy Wasylewskiej, niedaleko Akademii Sztuk Pięknych, gdzie panował znacznie swobodniejszy tryb życia.
Sierow zwrócił się do Rady Akademii z prośbą o przyznanie Wrublowi zapomogi, która pozwoliłaby pokryć koszty leczenia. W zimie wynosiły one 75 rubli miesięcznie, a latem – 100 rubli. Jego wniosek został zaakceptowany.
Wraz z postępującą utratą wzroku napady szału zdarzały się coraz rzadziej. Zabieła-Wrubel odwiedzała męża regularnie, czasem przyprowadzała akompaniatora i organizowała domowe koncerty. Siostra malarza codziennie spędzała z nim czas – towarzyszyła podczas spacerów i czytała mu na głos. Najczęściej wracali do poezji prozą Iwana Turgieniewa oraz opowiadania Step Antona Czechowa, na motywach którego artysta niegdyś namalował obraz. Szwagierka Wrubla wspominała, że artysta bardzo interesował się literaturą, jednak nie znosił smutnych zakończeń i zawsze wymyślał do nich własne, szczęśliwe wersje. Bywały jednak chwile, gdy był tak pochłonięty własnymi myślami, że nie mógł słuchać ani czytania, ani muzyki. W takich momentach opowiadał fantastyczne historie – że będzie miał oczy zrobione ze szmaragdów, że żyje w starożytności i epoce renesansu i że to on stworzył wszystkie słynne dzieła sztuki.
W ostatnich latach życia Wrubel niemal nieustannie przebywał w świecie swoich halucynacji, które opisywał z niezwykłą plastycznością. Czasami następowały chwile przejrzystości umysłu – wtedy skarżył się na swoje nieszczęście i wymyślał ascetyczne praktyki, które miały przywrócić mu wzrok. Odmawiał jedzenia, całymi nocami stał nieruchomo przy łóżku. Nie rozpoznawał dawnych przyjaciół, jak choćby Polenowa.

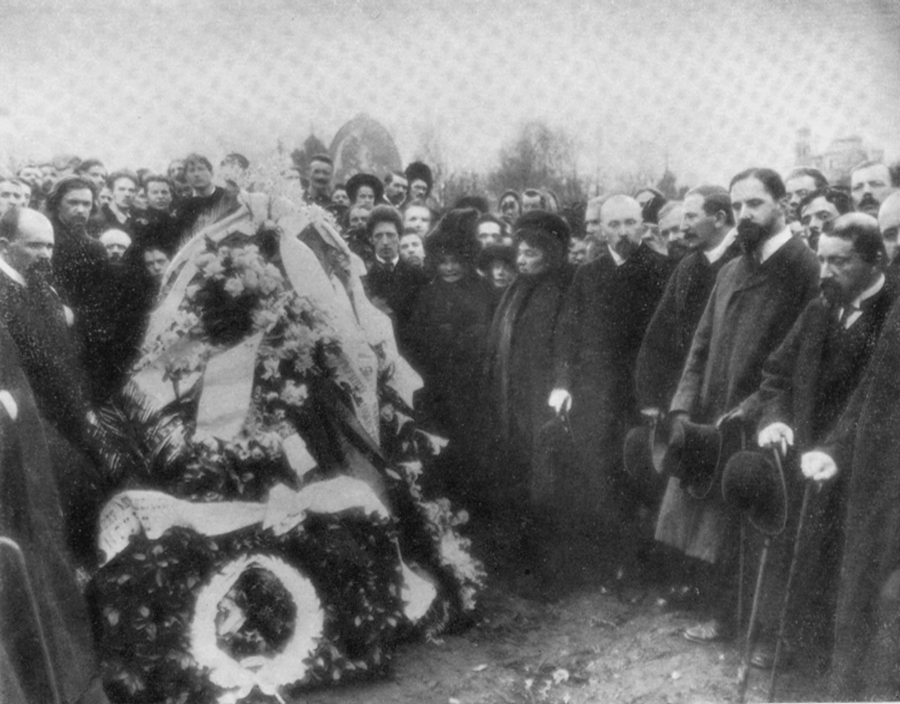
Pogrzeb

Jego siostra wspominała, że w ostatnim roku życia mówił o swoim zmęczeniu życiem. W lutym 1910 roku, w wyjątkowo mroźne dni, celowo stał przy otwartym oknie, co doprowadziło do zapalenia płuc, które szybko przeszło w gruźlicę. Do ostatnich chwil zachował właściwe sobie poczucie estetyki – jego szwagierka wspominała, że chininę zażywał niemal z przyjemnością, lecz gdy podano mu salicylan sodu, skomentował: To jest takie nieestetyczne. Już wcześniej doktor Usolcew zauważył, że u z chorobą Wrubla nie było tak, jak u innych – jego najsubtelniejsze, najbardziej wyrafinowane doznania estetyczne nie znikły w pierwszej kolejności, lecz przetrwały najdłużej, gdyż stanowiły istotę jego percepcji świata. W przeddzień śmierci, 1/14 kwietnia 1910 roku, artysta starannie się umył i użył wody kolońskiej. W nocy powiedział pielęgniarzowi: Mikołaju, dość już tu leżę – jedźmy do akademii. Zmarł tej nocy i następnego dnia jego trumna została wystawiona w Akademii Sztuk Pięknych.
Pogrzeb Wrubla zorganizowała jego szwagierka, która także zdecydowała o wykonaniu pośmiertnej maski. Uroczystości odbyły się 3 kwietnia na cmentarzu Wniebowstąpienia przy Nowodziewiczym Klasztorze w Petersburgu. Jedyną mowę pogrzebową wygłosił Błok, w której nazwał Wrubla „posłańcem innych światów”. Powiedział, że artysta zostawił nam swoich Demonów, jak zaklinaczy przeciwko purpurowemu złu, przeciwko nocy. Przed tym, co Wrubel i jemu podobni odsłaniają ludzkości raz na sto lat, potrafię tylko drżeć. Światów, które widzieli oni, my nie widzimy.
Pomnik na grobie Wrubla, zaprojektowany przez Leonida Szerwuda, miał być monumentalnym dziełem. Rzeźbiarz stworzył dwie wersje projektu: portret na postumencie ozdobionym postaciami z dzieł Wrubla oraz głowę artysty. Pomnik miał łączyć rzeźbiarską formę z psychologiczną głębią portretowanego. Choć projekt Szerwuda zaprezentowano w 1917 roku, nigdy nie został zrealizowany. Modele zostały przekazane do zbiorów Państwowego Muzeum Rosyjskiego .

## Osobowość

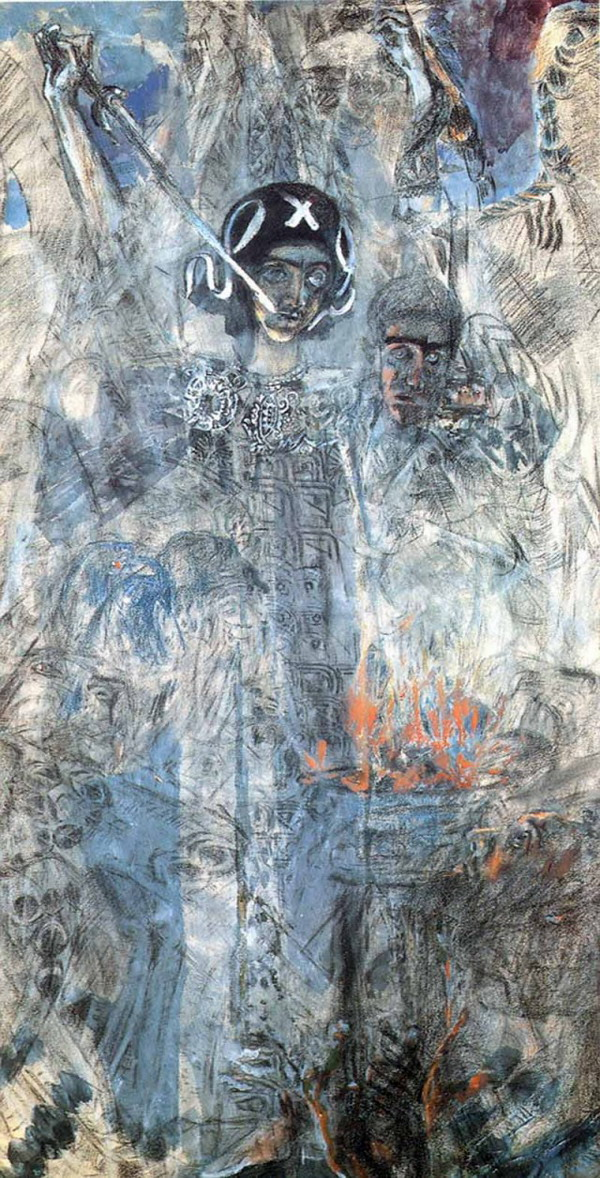
Wizje proroka Ezechiela (1906)

Osobliwości osobowości Wrubla zauważali wszyscy, którzy go znali, jednak cechy charakteru i temperament, które go wyróżniały, były tak niezwykłe, że poddawano je reinterpretacji w kontekście jego choroby psychicznej. Zdaniem Domitiejewoj najlepszy literacki portret Wrubla stworzył jego przyjaciel i kolega Korowin. Wszystkie charakterystyczne cechy osobowości artysty zostały przez niego uchwycone z niezwykłą precyzją.
Anegdoty Korowina ukazują Wrubla jako człowieka niezwykle wrażliwego, oderwanego od codziennych trosk, kierującego się jedynie własnym, nieprzewidywalnym wewnętrznym porządkiem. Według niego artysta miał wyjątkową osobowość, niekonwencjonalny styl życia i specyficzne poglądy. Wrubel cenił klasycznych rosyjskich malarzy, takich jak Lewicki, Boriowikowski, Tropinin, Iwanow i Briullow, a także akademickie tradycje sztuki. Ubolewał nad tym, że rosyjski lud nie docenia swoich twórców i że nawet Puszkin jest w ojczyźnie mało znany i czytany. Sprzeciwiał się także stereotypowi o rosyjskim pijaństwie, twierdząc, że na Zachodzie spożywa się więcej alkoholu, ale problem jest tam lepiej ukrywany dzięki sprawnie działającej policji. Jego codzienne życie pełne było ekscentrycznych decyzji – pewnego razu, nie mając pieniędzy, pożyczył 25 rubli, po czym wydał 20 z nich na drogie perfumy, które następnie wykorzystał do kąpieli. Podobnie swobodne podejście miał do wartości materialnych w sztuce – potrafił sprzedać za bezcen swój rysunek do Kamiennego gościa Puszkina, by kupić sobie eleganckie białe rękawiczki, które wyrzucił po przymierzeniu, bo uznał je za wulgarne.

## Dziedzictwo
Opinie na temat miejsca Wrubla w sztuce różnią się wśród badaczy. Według Dmitrijewej, jego pozycja była „wyjątkowa i odosobniona”. Badaczka nie uważała Wrubla za typowego przedstawiciela modernizmu, ponieważ łączyły go z tym stylem najmniej udane jego dzieła. Właściwy dla Wrubla „kult głębokiej natury” modernizmowi był obcy.
Z kolei historyk sztuki Władimir Leniaszyn uważał, że Wrubel realizował idee symbolizmu jako spójny i filozoficzny system w sztuce. Jako twórca przeszedł ewolucję od pustelnika, alchemika i przybysza do proroka. Paweł Klimow, szczegółowo badający twórczość Wrubla w kontekście rosyjskiego modernizmu, uznawał go za przedstawiciela rewolucyjnej gałęzi tego nurtu. Jego pozycja w ówczesnym świecie kulturalnym była równa pozycji Aleksandra Iwanowa w rosyjskim akademizmie. Stało się to możliwe dzięki połączeniu naturalnego talentu Wrubla i jego późnemu włączeniu się w artystyczny świat Rosji.
Już w szkicach Wrubla z okresu kijowskiego zawarta była cała programowa treść modernizmu oraz wszystkie jego cechy: stylizacja jako główny sposób interpretacji formy, dążenie do syntezy, podkreślenie roli sylwetki, zimna gama kolorystyczna i symbolizm nastroju. Szybka ewolucja stylu Wrubla była wynikiem tego, że nie był on związany ani z akademizmem, ani z pieriedwiżnikami, co oznaczało, że nie musiał pokonywać żadnej doktryny. Akademizm traktował jako punkt wyjścia do własnego rozwoju, jako zbiór podstawowych umiejętności zawodowych. Z charakteru i sposobu myślenia artystycznego był wyraźnym indywidualistą, nie interesowały go idee sprawiedliwości społecznej, wspólnoty czy prawosławnej jedności, które żywiły innych artystów jego pokolenia. Samotność Wrubla wynikała także z ówczesnego kontekstu społecznego: w latach osiemdziesiątych XIX wieku modernizm, będący sztuką burżuazyjną, nie miał jeszcze swoich odbiorców w Rosji. Wrubel musiał czekać na wielbicieli, zleceniodawców i patronów, którzy pojawili się dopiero w połowie lat dziewięćdziesiątych XIX wieku.
Za życia artysty jego dzieła znajdowały się głównie w prywatnych kolekcjach. Dopiero po jego śmierci zaczęły trafiać do muzeów, ale nawet wtedy tylko niewielka część twórczości Wrubla była wystawiona w instytucjach publicznych. Współcześnie dzieła artysty są rozdzielone między trzy główne ośrodki, w których mieszkał: Moskwę, Petersburg i Kijów, a jego prace zdobią zbiory największych muzeów tych miast .